# バビロニア
バビロニア（古希: Βαβυλωνία、英: Babylonia）、またはバビュロニアは、現代のイラク南部、ティグリス川とユーフラテス川下流の沖積平野一帯を指す歴史地理的領域である。南北は概ね現在のバグダード周辺からペルシア湾まで、東西はザグロス山脈からシリア砂漠やアラビア砂漠までの範囲に相当する。その中心都市バビロンは『旧約聖書』に代表される伝説によって現代でも有名である。バビロニアは古代においては更に南部のシュメール地方と北部のアッカド地方に大別され、「シュメールとアッカドの地」という表現で呼ばれていた。
バビロニアは世界で最も古くから農耕が行われている地域の一つであり、前4000年期には既に中東の広い範囲との間に交易ネットワークが張り巡らされていた。前3000年期には文字が使用され始めた。初めて文字システム体系を構築したシュメール人やアッカド人たちはバビロニア南部でウルやウルク、ニップル、ラガシュなどに代表される多数の都市国家を構築し、前3000年期後半にはアッカド帝国がバビロニアを含むメソポタミア全域への支配を打ち立て、更にウル第三王朝がそれに続いた。
前2000年期に入ると、アムル人（アモリ人）と呼ばれる人々がメソポタミア全域で多数の王朝を打ち立てた。その内の一つでバビロンに勃興したバビロン第1王朝は、ハンムラビ王（在位：前1792年-前1750年）の時代にメソポタミアをほぼ統一し、バビロンが地域の中心都市となる契機を作った。前2000年期後半にはカッシート人が作った王朝（バビロン第3王朝）が支配権を握り、古代オリエント各地の国々と活発に交流を行い、または戦った。カッシート人の王朝は東のエラムとの戦いによって滅亡した。
前1000年期前半にはバビロニアの王朝はアッシリアとの相次ぐ戦いの中で次第に劣勢となり、アッシリアの王ティグラト・ピレセル3世（在位：前745年-前727年）によってその支配下に組み込まれた。アッシリアによるバビロニアの支配は恒常的な反乱にもかかわらず、短期間の中断を挟み100年以上継続したが、前625年にカルデア人ナボポラッサル（ナブー・アピル・ウツル、在位：前625年-前605年）がアッシリア人を駆逐し、新バビロニア王国（カルデア王国）を建設したことで終わった。新バビロニアは更に前539年にアケメネス朝（ハカーマニシュ朝）の王キュロス2世（クル2世、在位：前550年-紀元前529年）によって征服され、その帝国の一部となった。アケメネス朝を滅ぼしたアレクサンドロス3世（大王、在位：前336年-前323年）は遠征の途上、バビロンに入城し、また征服の後はバビロンで死去した。
アレクサンドロス大王の死後、後継者（ディアドコイ）の一人セレウコス1世（在位：前305年-前281年）がバビロニアの支配者となった。彼がバビロニアに新たな拠点としてティグリス河畔のセレウキアを建設するとバビロンの重要性は次第に失われて行き、続くアルサケス朝（アルシャク朝、パルティア王国）時代にはセレウキアとその対岸の都市クテシフォン（テーシフォーン）が完全にバビロニアの中心となってバビロン市は放棄された。それに伴い、シュメール時代から続けられていた楔形文字による文字体系も失われ、古くから伝承されたシュメール語やバビロニア語の文学的伝統も途絶えた。
バビロニアは法律、文学、宗教、芸術、数学、天文学などが発達した古代オリエント文明の中心地であり、多くの遺産が後代の文明に引き継がれた。政治体制は基本的に都市国家的な性格を強く残し、地域全体を包括する政治的統一が成し遂げられたのは特定の時代に限られる。アムル人、カッシート人、アラム人など外部からの頻繁な移住が行われ、地元の住民と衝突、混交した。地域の中心的な言語はシュメール語及びアッカド語（バビロニア語）からアラム語へと移り変わり、アレクサンドロス3世（大王）による征服の後にはギリシア語も普及した。
なお、歴史上のどの時点からをバビロニアと呼び、またそれはいつまでであるのかについて明確な定義があるわけではない。本項では便宜上、バビロン市が史料に初めて登場するアッカド帝国時代前後から、バビロン市が完全に放棄され楔形文字による文字記録が途絶えるまでを中心として述べる。現在において年代が確実な最期の楔形文字文書は西暦74/75年の天文記録であり、年代不明の文書の一部は1世紀以降まで時代が下る可能性がある。

## 名称
バビロニア（バビュロニア）と言う名称は、その主邑バビロン（バビュローン、古希: Βαβυλών、 Babylṓn）に由来するギリシア語の名前、バビュローニアー（古希: Βαβυλωνία、Babylōnía） から来ている。従ってこれは外部からの呼称であり、現地においてギリシア語のバビュローニアーに完全に対応する地理概念が当初より存在したわけではない。なお、ギリシア人やローマ人はしばしばアッシリア（アッシュリア）とバビロニアを混同している。
バビロニアに相当する地域は、現地では南部のシュメールと北部のアッカドと言う二つの地域として認識されていた。この二つの地名に由来する称号が「シュメールとアッカドの王（シュメール語：lugal ki.en.gi ki.uri、アッカド語/バビロニア語：Šar māt šumeri u akkadi）」であり、ウル第三王朝の王ウル・ナンム（在位：前2112年-前2095年）の時代に初めて登場して以来、バビロニア、メソポタミアの広い範囲を統治する王たちによって好んで用いられた。シュメールとアッカドと言う二つの土地（シュメールとアッカドの地）からなると伝統的に認識されていた地域は、カッシート朝（バビロン第3王朝、前15世紀頃-前1155年）の時代にはカルドゥニアシュ（Karduniaš）と言う名称の下で政治的統一体として認識されるようになった。アケメネス朝の王ダレイオス1世（ダーラヤワウ1世、在位：前522年-前486年）が残したベヒストゥン碑文には、彼が支配する国々の一つとしてバービル（バービルシュ、Bābiruš）と言う名でバビロニアが言及されている。

## 地理

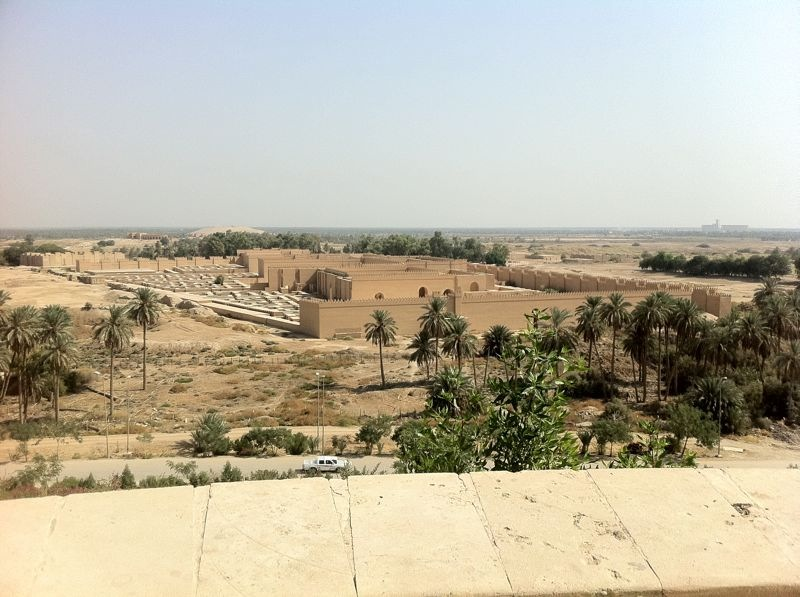
復元されたバビロンの都

バビロニアの地理的範囲は、現在のイラク、ティグリス川とユーフラテス川に挟まれたいわゆるメソポタミアの下流域である。南北は概ね現在のバグダードからペルシア湾までの範囲であり、東西はザグロス山脈からシリア砂漠やアラビア砂漠までの範囲に相当する。バビロニアの最南部は湿地帯で、人々は陸上のみならず海上で小舟の上で生活を送っていた。メソポタミアのバグダードよりも上流域の地方はアッシリアと呼ばれた。そしてバビロニアの東側、現在のイラン南西部にはエラムと呼ばれる地域があり、いずれも有力な勢力としてバビロニアの政治・文化・歴史に大きな影響を及ぼした。バビロニアの西側には砂漠地帯が広がっている。これは砂砂漠ではなく、小礫を含んだ岩砂漠地帯で、ユーフラテス川に合流する多数のワジ（涸れ河）とオアシスがあり、遊牧民の活動地帯であった。バビロニアはティグリス川とユーフラテス川の沖積平野であり、起伏に乏しい広大な平原が広がっている。バビロニアの北端部分にあたるバグダード周辺から南端部のバスラまでの高低差は極僅かで、山の迫る北部メソポタミアのアッシリア地方とは異なる景観を有している。

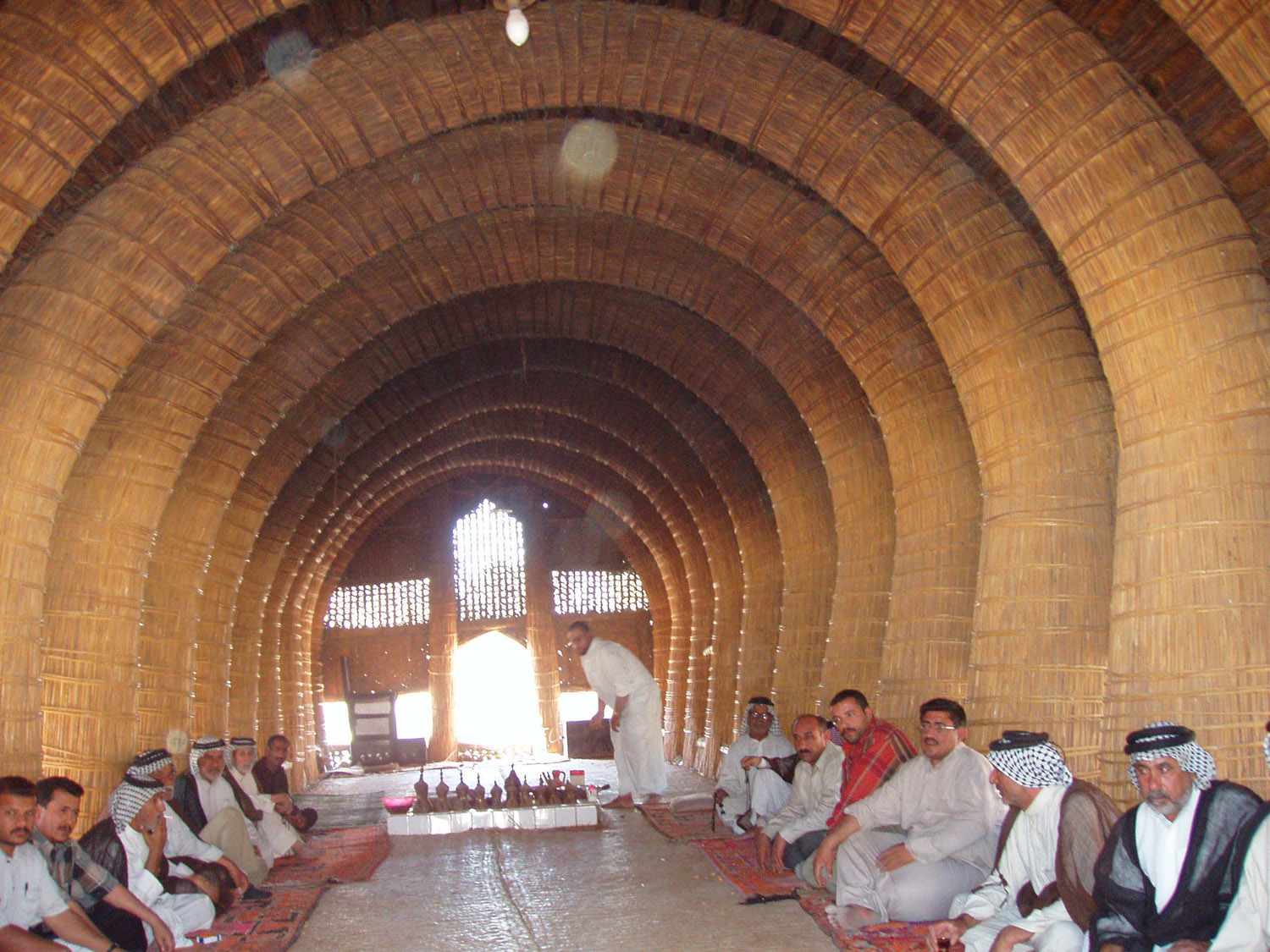
現代の最南部の湿地帯で葦で造られた集会場の内部。シュメールの時代から大きくは変わらない様式で建造されている。

バビロニアを含むメソポタミア地域の地理・気候の条件が当時どのような物であったのかと言う予測は、ほとんど現在の状況からの投影に基づいている。ただし現在見られるイラク南部の景観は少なくとも部分的には数千年に渡る人類の活動の結果である。
この地域の気候は直近の1000年と大きく変化してはいないと予想され、年間雨量100ミリ以下という乾燥地帯であることに特徴づけられる。これは乾地農業の理論的限界を下回っており、人々は収穫を得るために灌漑農業を発達させた。灌漑のための水源はこの地域を縦断するユーフラテス川とティグリス川であった。バビロニアの農業は高い生産性を誇ったが、エジプトのナイル川と異なりこの両河川を効果的に利用するには多くの困難があった。原因の一つは両河川の増水と減水のサイクルが、農作業のサイクルと一致しなかったことである。この地域では通常10月から11月に播種し、4月から6月にかけて収穫が行われる。しかし、ティグリス・ユーフラテス両河は毎年春、3月から4月頃にかけて雪解け水によって増水・氾濫し、水量が最大になるのはティグリス川が4月、ユーフラテス川が5月である。だが、この時期は既に灌漑を必要とせず、むしろ洪水の脅威をもたらした。逆に両河川の流量が最小となるのは8月から9月にかけてであり、灌漑用水がこれから必要になる時期である。このためにバビロニアでの灌漑農業には水量が減少する時期に灌漑用水をくみ上げて農地に導入するための運河の建設とメンテナンスが欠かせないものであった。また春に多発した洪水の惨禍から畑を保護するために堤防や貯水池も準備しなければならなかった。
この地域の農業に困難をもたらしたもう一つの要因は極めて傾斜の緩いその地勢である。南に進むにつれて川の流れは遅くなり、逆に土砂の堆積量は増大した。増水する春には、流されてきた荒い土砂によって自然堤防が形成される一方、細かい粒子は広い範囲に蓄積されて不浸透性のなめらかな表面を形成し、滞留した水がそれを覆った。このような状況は洪水の際の流路変更の原因となり、大洪水の際には川の流路が完全に変化してしまうこともあった。実際にティグリス川はサーサーン朝時代の5世紀の終わりに大きな流路変更を経験している。このような地勢のため、灌漑設備や農地からの排水は悪く、また土砂の堆積に対応するために継続的な清掃が必要であった。そして、灌漑用水のうちのかなりの割合が排水ではなく蒸発によって漏出したが、それに伴い地下水位が上昇し、毛細管現象によって地下から表面に出た水に含まれる塩分が深刻な塩害を引き起こしたため、これも定期的な休耕や農地の洗浄を要求した。
灌漑用水源としてはユーフラテス川が特に重要であった。これはユーフラテス川に合流する大きな支流がハブール川だけであり、ティグリス川よりも相対的に安定していたためである。ティグリス川はザグロス山脈から流れ込む大ザブ川、小ザブ川、ディヤラ川などと合流するため、その傾斜の落差と広大な流域面積によって不意の洪水が発生しやすく治水が困難であった。このため人口と農地はユーフラテス川沿いで密であり、ティグリス川沿いでは希薄であった。
バビロニアは鉱物資源に乏しく、樹木の植生もナツメヤシやタマリスクを中心として木材に適する物に乏しかったため、建造物は一般に日干し煉瓦や焼成煉瓦のような容易に手に入る泥を原材料とする建材で建造され、石は土台にしか用いられなかった。南端部の湿地帯ではシュメール時代から大型の建造物が葦を用いて建設された。これは20世紀までハワール（マーシュランド）と呼ばれるイラク南部地方で建設されていた葦で造られる集会場とよく似た様式であった。メソポタミアの粘土質の土は、土器を作ることには適しており、前7000年期には土器が普及し始めていた。土器のみならず、鎌のような生活用具や、模型などもみな土から作られた。

## 歴史

### 編年
バビロニアを含む古代オリエント世界の編年は完全には確立されていない。前1千年紀、特にアッシリア時代についてはアッシュル・ダン3世の治世中に発生した日食が紀元前763年6月15日のものであることが同定できており、豊富な史料と組み合わせて現在の暦と接続された絶対年代が割り出されている。しかし、前2千年紀については、高年代説、中年代説、低年代説と呼ばれる3つの主要な説が存在し、未だ絶対年代は確定されていない。それぞれの学説において、現代の暦におけるハンムラビ王の在位は前1848年-1806年（高年代説）、前1792年-前1750年（中年代説）、前1728年-前1686年（低年代説）となる。本節では最も頻繁に使用される中年代説に基づいて記述を行うが、確定した年代ではないことに注意されたい。

### シュメールとアッカド

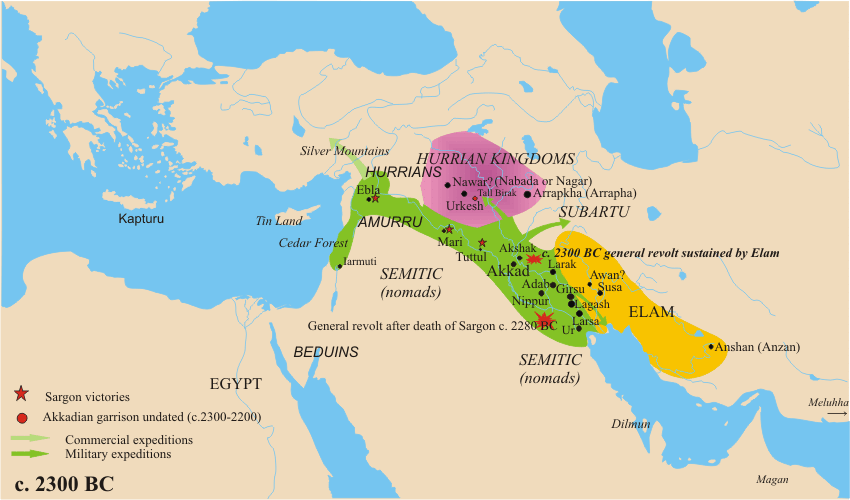
アッカド帝国（緑）とその周辺

後世バビロニアと呼ばれることになるシュメールとアッカドの地では、前3200年頃には大きな人口を抱え、複雑な社会機構を持つ都市国家が誕生していた。その後、シュメール初期王朝時代（前2900年頃-前2335年頃）にはメソポタミアと周辺の西アジア各地に都市文明が拡散していった。初期王朝時代末期の前2500年頃から、おぼろげながらも同時代史料に基づいてその歴史の一部を知ることができるようになる。バビロニアは（エジプトを除き）この時代の歴史を文字史料を通じて復元できる唯一の地域である。
初期王朝時代末期にはシュメール人、アッカド人の都市国家が興亡を繰り返した。これらの都市国家の中でも有力となったものは次第に近隣都市を服属させて地域統合を果たすようになった。そのような都市国家にはキシュ、ニップル、アダブ、シュルッパク、ウンマ、ウルク、ウルなどがある。これらの都市国家では王権が強化され特定の家系に王位が独占されていくと共に、各国の間で領土や覇権を巡って相互に激しい争いが行われた。この時代の都市国家の争いと覇権の移り変わりは、前21世紀頃に成立した『シュメール王朝表』において、歴代王朝の覇権交代と言う形の伝承にまとめられている。ただしこれは同時代に存在していた有力な都市国家全てに触れてはいないし、またそれぞれが順番に覇権を握っていったという体裁をとるが、実際にそのように整然と勢力が交代したわけではない。
こうした都市国家群は前24世紀半ばにウンマ王で後にウルクに拠点を遷したルガルザゲシによって大部分が征服され初めて統合された。このルガルザゲシの王国は、アッカド市（アガデ）の王サルゴン（シャル・キン）によって打倒された。サルゴンが建設した王国はアッカド帝国とも呼ばれ、一般に初の統一王朝として扱われる。バビロニアの中枢となる都市、バビロン（バーブイル/バーブ・イリ Bābili）は後世の史料ではこのサルゴン王によって建設されたという。しかし、これは一つの伝説であり、同時代史料におけるバビロンの初出はアッカド帝国最後の王、シャル・カリ・シャッリ（在位：前22世紀頃）の時代に建造された神殿の定礎碑文である。
アッカド帝国は地中海沿岸地域にいたるまでユーフラテス川とティグリス川の流域を征服し、サルゴン王は「世界の王（シュメール語：LUGAL KIŠ、アッカド語：šar kišš ati）、ナラム・シン王の時代には「四方領域の王（シュメール語：LUGAL ki-ib-ra-tim ar-ba-im）」などの称号を採用し、都市国家を超えた領域を支配する王権観を発達させていった。しかしアッカド帝国による統合は、シャル・カリ・シャッリの治世の後崩壊した。『シュメール王朝表』は彼の治世の後、「誰が王であり、誰が王でなかったか」と言う文章で書き始めている。後世の伝承はアッカド帝国の崩壊とその後の混乱を蛮族グティ人の侵入の結果として描写するが、その史実性は疑わしいとされる。この混乱と分裂は前22世紀の終わり頃、ウルクの将軍でウルの王となったウル・ナンム（ウル・ナンマ、在位：前2112年-前2095年）による統合で終止符が打たれた。これをウル第三王朝と呼ぶ。
ウル・ナンムは現在知られる限り後世バビロニアの支配者によって繰り返し使用される「シュメールとアッカドの王」と言う称号を用いた最初の王である。また、記録に残る最初の法典編纂が行われた（ウル・ナンム法典）。これは後に古バビロニア時代に行われる各種の法典編纂に先行するものである。この頃には正義（シュメール語:nig-si-sá）の観念も整備され、後のバビロニアの王が従うべき道徳規範も形作られて行った。しかし、ウル第3王朝自体は100年余りしか存続しなかった。シュ・シン（在位：前2037年-前2029年）の時代には西方からメソポタミアに移住していたアムル人（アモリ人）の勢力が増し、その影響で辺境において徴税が不可能になっていることを訴える現地司令官の報告が残されている。また東方ではエラムがザブシャリ国を中心として反乱を起こしていた。シュ・シンは恐らくこの反乱を鎮圧したが、次の王イビ・シン（在位：前2028年-前2004年）の時代にはイシン市で将軍イシュビ・エッラ（彼もアムル人であるとされる場合もある）がウル第3王朝から事実上自立し、その力は大きく衰えた。そしてイシュビ・エッラとの争いや他のアムル人諸部族の反抗の中で、エラムが再び反逆し前2004年にウルを占領した。これによってウル第三王朝は滅亡した。

### 古バビロニア時代

ハンムラビ王時代のバビロン第1王朝

ウル第3王朝の滅亡（前2004年）から、バビロン第1王朝の滅亡（前1595年）までの時代は古バビロニア時代と呼ばれている。
更に、群雄割拠の時代（前期）と、バビロンによる統一の時代（後期）に二区分し、前期をイシン・ラルサ時代、後期をバビロン統一王朝時代、またはハンムラビ王国時代と区分するのが一般的である。

#### イシン・ラルサ時代
ウル第三王朝滅亡後のメソポタミアでは、移住したアムル人たちが各地に王国を作り上げていった。この時代に有力勢力として現れる王国のほとんどはアムル系の王国である。これらの中でも、イシュビ・エッラが作り上げたイシン第1王朝と、ナプラヌムと呼ばれるアムル人が王朝を作ったラルサが中心となって覇権争いを演じた。当初はイシンが最も有力であったが、第5代王リピト・イシュタル（在位：前1932年-前1903年）の時代には、ラルサがやはり第5代のグングヌム（前1932年-前1906年）王の下で強大化し、イシンを圧倒した。イシンの第2代王シュ・イリシュや、グングヌム以降のラルサ王はかつてのウル第三王朝時代の称号「シュメールとアッカドの王」を再び用いている。
この頃にバビロンが次第に成長し、南部メソポタミアに台頭し始める。バビロンはウル第三王朝時代に知事が派遣されていたことなどが記録に残るが、イシン・ラルサ時代の初め頃までは一地方都市に過ぎなかった。この時代のバビロンの遺跡は地下水のために満足な調査が行われていないが、それでもこの都市がさしたる重要性を持っていなかったことは間違いない。前1894年頃、アムル人の首長スム・アブム、またはスム・ラ・エルがこの都市を拠点として王朝を開いたとされる。これがバビロン第1王朝である。バビロン第1王朝の王たちはイシン第1王朝や南方から勢力を拡大するラルサと戦いつつ周辺地域に勢力を拡大したが、ハンムラビ（在位：前1792年-前1750年）が即位した時もなお、ささやかな領土を持つに過ぎなかった。
ハンムラビの即位時、バビロンの南では既にイシンを滅ぼして南部メソポタミアの大部分を支配下に置くラルサ、東ではエシュヌンナ、北ではアッシリアを支配下に置くシャムシ・アダド1世（在位：在位：前1813年 - 前1781年）の「上メソポタミア王国」が大きな勢力を持っていた。特にシャムシ・アダド1世は当時メソポタミアで最も強大な勢力を誇った君主であり、その王国は北部メソポタミアの広い範囲に及んでいる。ハンムラビは即位時にはシャムシ・アダド1世の宗主権の下にあり、その支援を得てラルサやエシュヌンナと戦っていた。シャムシ・アダド1世は前1781年頃に死亡した。彼の死亡は当時のメソポタミアにおける一大事であり、エシュヌンナのような外国においてもこの年の年名は「シャムシ・アダド1世が死んだ年」と名付けられている。彼の死後、「上メソポタミア王国」は急速に瓦解し、メソポタミアには「一人で十分強力な王はいない」とされる状態が訪れた。バビロンのハンムラビ、ラルサのリム・シン1世、エシュヌンナのイバル・ピ・エル2世、カトナのアムト・ピ・エル、マリのジムリ・リム、そしてヤムハド（アレッポ）のヤリム・リムなどが有力な王として数えられた。ハンムラビは長期にわたる戦いを経てラルサ、エシュヌンナ、マリを征服し、南部メソポタミアの全域を支配下に置いた。彼自身が主張するところによれば、更にアッシリアまでも征服したとしている。

#### バビロン第1王朝時代
§197 もし彼がアウィールム仲間の骨を折ったなら、彼らは彼の骨を折らなければならない。

§198 もし彼がムシュケーヌムの目を損なったか、ムシュケーヌムの骨を折ったなら、彼は銀1マナ（約500グラム）を支払わなければならない。

§199 もし彼がアウィールムの奴隷の目を損なったかアウィールムの奴隷の骨を折ったなら、彼は彼（奴隷）の値段の半額を支払わなければならない。

§200 もしアウィールムが彼と対等のアウィールムの歯を折ったなら、彼らは彼の歯を折らなければならない。

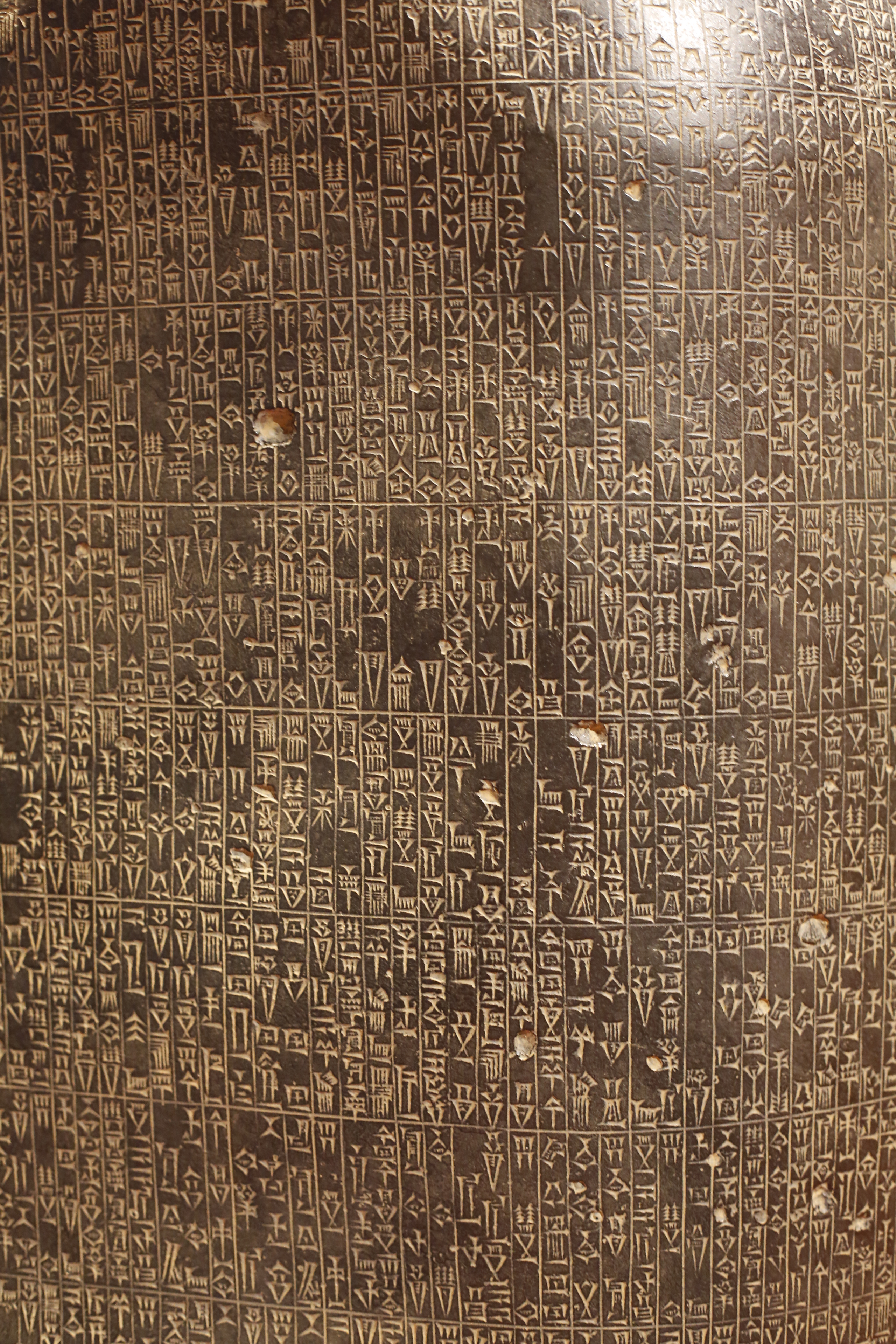
ハンムラビ法典

ハンムラビは征服事業と並行して、戦乱で荒廃した運河網を整備拡充するとともに、ハンムラビ法典と呼ばれる法典碑を作らせた。このハンムラビ法典は、商業、農業、犯罪、結婚、相続など、社会経済の多様な領域に対する「条文」を含んでおり、「目には目を、歯には歯を」の同害復讐原理でも名高い。この「法典」は多数のコピーが作成され広く行き渡ったが、実際には模範判例集に近いものであり、これに基づいて裁判を行ったような記録は現存していない。しかし、ハンムラビが領内での裁判を監督し、場合によっては自ら裁定を下していたことは、現存する多数の裁判記録によって明らかとなっている。
ハンムラビの死後、バビロン第1王朝の王たちは反乱と外敵の侵入に対して長く対処しなくてはならなかった。次の王サムス・イルナ（在位：前1749年-前1712年）の即位から程なく、ラルサでリム・シン2世が、エシュヌンナでトゥプリアシュが反乱を起こした。バビロンの年名はこれらに対する勝利を記録しているが、サムス・イルナの治世第20年に至ってもなお反乱勢力に対して「一年に八度の勝利」を記録しているように、その統治は安定しなかった。更にペルシア湾岸地方ではイルマン（イルマ・イルム）という人物が自立し、その後「海の国」と呼ばれる王朝を創立した（「海の国」第1王朝、バビロン第2王朝とも）。更に重要なこととして、サムス・イルナの治世中に初めてカッシュ（カッシート人）の軍勢への言及が見られる。サムス・イルナの次の王、アビ・エシュフ（在位：前1711年-前1684年）は「海の国」に勝利したが、その統治を永続させることはできず、加えてその治世の間にマリ地方を拠点に「ハナ」王朝が創立された。この王朝の王はカッシート語の名前を持っており、当時カッシート人の集団がユーフラテス川中流域に移住を進めていたことを示す。
アビ・エシュフの後の王たちの時代にも継続的にバビロン第1王朝の支配地域は縮小したが、この王朝の崩壊過程は時代が進むにつれ具体的な状況を把握することができなくなる。弱体化していたバビロン第1王朝は最後の王サムス・ディタナ（前1625年-前1595年）の時、突如アナトリアからバビロニアへ長駆遠征を行ったヒッタイトのムルシリ1世の攻撃によってバビロンを占領され滅亡した。このヒッタイトの遠征が行われた理由についてはよくわかっていない。ヒッタイト人が残した記録にもその意図を推測できるようなものはなく、彼らがバビロニアまでも含む巨大な王国を構築していようとしたとするような説は証明されない。バビロニア人もまた、非常に簡潔な記録を残すに過ぎない。しかし、意図はともかく、結果だけを見ればヒッタイトによるバビロンの占領は一時的なものであり、弱体化したバビロン第1王朝にとどめを刺した事件であった。その後にシュメールとアッカドの地の政治的混乱を収拾して新しい秩序を確立したのはヒッタイト人ではなく、カッシート人であった。

### 中期バビロニア時代
ヒッタイト人がバビロンを寇掠した後、アッシリアが帝国的な発展を遂げるまでの前1000年頃までの中間期を中バビロニア時代、または中期バビロニア時代と言う。この時代区分はまた、メソポタミアにおける後期青銅器時代に対応するが、新バビロニアの成立（前626年）までを中バビロニア時代として扱う学者もいる。この節では前者の区分に従い、アッシリアの興隆までの時期を扱う。この時代にはメソポタミア北部のアッシリアや、その周辺域にあるヒッタイト、ミタンニ、エジプト、エラムが勢力を拡張し、互いに争いつつ盛衰を繰り返した。これらの諸国の間に密接な関係が構築されていったことから、「国際化の時代」ともされる。

#### カッシート人の王朝

カッシート（バビロン第3王朝）の征服。

前1595年にヒッタイト人がバビロンを去った後、カッシート人がバビロニアを手中に収めるまでの過程は、史料が極度に乏しいため確実に言えることがほとんどない。はっきりしているのは、前1500年頃にはカッシート人の王朝がバビロニアの中核部分を支配下に置いていた事である。このことはカッシート人の王ブルナ・ブリアシュ1世（在位：前1500年頃）がアッシリアのプズル・アッシュル3世（在位：前1500年頃）との間で結んだ国境確定の条約によってわかる。ブルナ・ブリアシュ1世の2代後の王、ウラム・ブリアシュ（在位：前15世紀初頭）とその甥のアグム3世（在位：前15世紀初頭）は、「海の国」第1王朝（バビロン第2王朝）も滅ぼしてバビロニア全域を支配した。このカッシート人の王朝がバビロン第3王朝であるが、カッシート王朝、カッシート朝、カッシュ王朝などの呼び名の方がしばしば用いられる。
カッシート王朝はバビロニアの王朝としては最も長く400年前後の期間バビロニアの支配権を維持することができ、その支配は前1155年まで続いた。その間に周辺諸国との緊密な外交が繰り広げられたことが、それぞれの国で発見された外交書簡などによってわかっている。最も名高いのはエジプトのファラオ、アクエンアテン（アメンヘテプ4世）の王宮から発見されたいわゆるアマルナ文書で、カッシートの王女のエジプトへの輿入れや、贈答品のやりとり、カナンの地で殺害されたバビロニア商人の問題や、アッシリアとの確執などについての情報が残されている。
カッシート人は古いバビロニアの文化を継承すると共に、より古いシュメール文化をも掘り起こし、シュメール語を円筒印章に用いるなど、一種の復古主義をもたらした。カッシート語の文書は発見されておらず、現存する文書は楔形文字によってアッカド語かシュメール語で書かれている。また、この王朝の時代には従来シュメールとアッカドの地と呼ばれた領域はカルドゥニアシュ（Karduniaš）と言う単一の名称で呼称されるようになった。そして、年ごとに個別の年名が割り当てられる記録法に代わり、王の統治年数で記録する方法に変わった（年の途中で王が死亡した場合、死亡時までは前王の統治年であり、新王の即位後は即位年（シュメール語：mu-sag-namlugal-ak, 、アッカド語：resh sharruti）と呼ばれ、翌年が新王の「統治第1年」であった。
時代と共にアッシリアが強大化し、カッシート朝の後半期にはバビロニア（カッシート）の王とアッシリアの王の戦いの記録が数多く見出される。アッシリアの王トゥクルティ・ニヌルタ1世（在位：前1244年-前1208年）は、碑文の一つでバビロニア王カシュ・ティリアシュ4世を捕らえ、裸にして連行し、バビロンの城壁を破壊したことを誇っている。バビロニアは7年間にわたりアッシリアの支配を受けたが、トゥクルティ・ニヌルタ1世が暗殺されアッシリアが混乱に陥った隙にアダド・シュマ・ウツル（在位：1216年-前1187年）が独立を回復した。しかし、王朝の弱体化は避け難く、アッシリア人と、東方のエラム人からの相次ぐ攻撃によって崩壊へと向かった。前1157年、エラムの王シュトゥルク・ナフンテはバビロニアを制圧してバビロニア王ザババ・シュマ・イディナを廃し、自分の息子クティル・ナフンテをバビロニア王に擁立した。ハンムラビ法典碑を含む戦利品もエラムに持ちさられ、カッシート最後の王エンリル・ナディン・アヒはなお3年間に渡り抵抗を続けたが、前1155年に遂に鎮圧されカッシート朝は滅亡した。

#### イシン第2王朝
バビロニアからエラム勢力を一掃したのは、イシン市でマルドゥク・カビト・アヘシュ（在位：前1157年-前1140年）が新たに打ち立てた王朝であった。これをイシン第2王朝、またはバビロン第4王朝と呼ぶ。イシン第2王朝は、第2代のイッティ・マルドゥク・バラト（在位：前1139年-前1132年）の時代には既にバビロンを首都として周辺地域を支配下に置いていたと見られる。この王朝は短命であったが、その王ネブカドネザル1世（ナブー・クドゥリ・ウツル1世、在位：前1124年-前1103年）はエラムに侵攻し、カッシート朝滅亡時に奪い去られていたマルドゥク神像を取り戻したことで名高い。どの程度史実に忠実であるのかは不明であるが、彼の功績を称揚する歴史文学が後世のコピーによって知られている。この頃から神々の王としてバビロンの都市神マルドゥクの地位が高められ、次第にパンテオンの最高位に置かれるようになっていった。
マルドゥク・ナディン・アヘ（在位：前1099年-前1082年）の時代には、アッシリアの王ティグラト・ピレセル1世との戦いに敗れ、イシン第2王朝は大いに弱体化した。その後出自不明の王が相次ぎ、この王朝は前1026年に滅亡した。にもかかわらず、この混乱期にはアッシリアとの友好関係が保たれた。これは西方のアラム人やカルデア人の流入が両国にとって共通の脅威となっていたためと考えられる。
イシン第2王朝の崩壊と前後して、バビロニアでは短命の王朝がいくつも登場した。『バビロニア王名表』の記述に従えば、3人の王からなる「海の国」第2王朝（バビロン第5王朝、前1024年-前1004年）、やはり3人の王からなるバズ王朝（バビロン第6王朝、前1003年-前984年）、そして単独の王マルビティ・アプラ・ウツルのエラム王朝（バビロン第7王朝、前983年-前978年）である。この間の詳細は詳らかでない。

### アッシリア帝国の時代

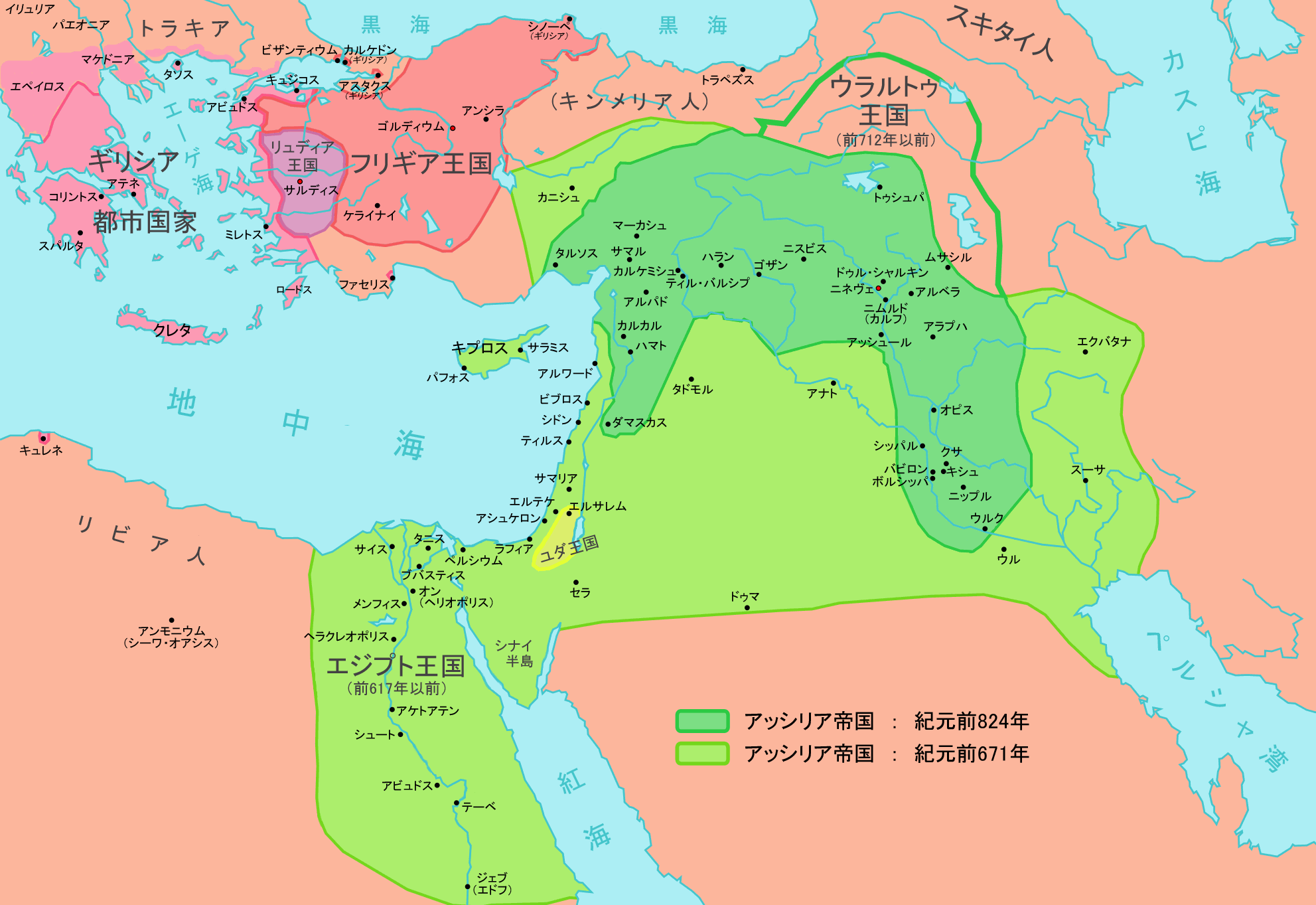
アッシリアの帝国

前1000年期初頭のバビロニアの歴史は『バビロニア王名表』『アッシリア・バビロニア関係史』およびアッシリアの王碑文の部分的な記述からしか復元できず、極めて断片的にしかわからない。前1000年期初頭の250年余りの期間はE王朝（バビロン第8王朝、前977年-前732年）と呼ばれ、ある程度国力を回復したであろうことが、アッシリアとの国境争いの記録から読み取れる。バビロニアとアッシリアはおよそ100年余りの間均衡していたが、前9世紀後半にはアッシリアが強大化する一方でバビロニアは混乱し、南部と東部におけるアラム人やカルデア人の諸部族の侵入を抑え込むことができなかった。この王朝の末期の王、ナブー・ナツィル（ナボナサル、在位：747年-734年）の治世から『バビロニア年代誌』がバビロニアの重要な政治的事件を記録し始める。この王の治世のすぐ後にはアッシリアの王ティグラト・ピレセル3世がバビロニアを征服し、アッシリアによるバビロニア支配が始まった。アッシリア支配下のバビロニアについては各種の膨大な史料が残されており、詳細な政治史が復元されている。

#### アッシリアの支配
前8世紀後半から前7世紀初頭にかけて、アッシリアは北はアナトリア半島南東部、西・南はエジプト、東はエラムに至る地域を支配する帝国を構築していった（アッシリア帝国/新アッシリア）。この時代のバビロンの王は『バビロニア王名表』にまとめられており、これをバビロン第9/第10王朝とする。バビロン第9王朝の最初の王とされているのはアラム人とみられるナブー・ムキン・ゼリ（在位：前731年-前729年）であり、彼の治世前後からバビロニアにおけるアラム語使用の痕跡が確認され始める。その次の王はプルとされている。これはアッシリアの王ティグラト・ピレセル3世（在位：前728年-前727年）を指す。ティグラト・ピレセル3世はナブー・ムキン・ゼリからバビロンの支配権を奪った経緯、そしてマルドゥク神像の手を握る儀式を行って正式にバビロニアの王として即位したことを記録に残している。
ティグラト・ピレセル3世がバビロニアを征服した後、アッシリアが滅亡するまでの間のほとんどの王の時代にバビロニアでは反乱が発生した。アッシリアでサルゴン2世（シャル・キン2世、在位：前721年-前705年）が即位した時、バビロニアではカルデア人部族の首長メロダク・バルアダン2世（マルドゥク・アプラ・イディナ2世、在位：前721年-前710年）がエラム王フンバニガシュの支援を受けてバビロン市を掌握し、アッシリアから自立してバビロニア王となった。12年余りに及ぶ彼の反乱は最終的にサルゴン2世によって鎮圧されたが、メロダク・バルアダン2世は生き残ってエラムへと逃亡し、再起の機会を待った。アッシリアでサルゴン2世が死に、センナケリブ（シン・アヘ・エリバ、在位：前704年-前681年）が即位すると、マルドゥク・ザキル・シュミ2世（在位：前703年）が再び反乱を起こし、その後にはエラムから舞い戻ったメロダク・バルアダン2世（在位：前703年）が反乱を継続した。メロダク・バルアダン2世は最終的にキシュ平野の戦いでセンナケリブに敗れ、その後彼に再起の機会は訪れなかった。センナケリブは「宮殿で小犬のごとく」成長したベル・イブニ（在位：前702年-前700年）を新たなバビロニア王に据えたが、センナケリブの期待に反してベル・イブニも反逆者となった。センナケリブはこの反乱も鎮圧し、今度はバビロニア王として自身の息子アッシュル・ナディン・シュミを据えた。しかし、アッシュル・ナディン・シュミはエラムの襲撃とバビロニアで発生した反乱によってエラムに連れ去られ行方不明となってしまった。センナケリブは息子の犠牲と言う事態に再度のバビロン征服に乗り出し、前689年にバビロン市を破壊して毎年の新年祭を禁止した。
センナケリブによって破壊されたバビロンは、彼の後継者エサルハドン（アッシュル・アハ・イディナ、在位：前680年-前669年）によって再建された。彼は即位後すぐに再建事業に取り掛かり、バビロニアへの優遇処置を矢継ぎ早に打ち出して民心の掌握に努めた。これが功を奏してか、エサルハドンはアッシリア帝国時代の王としては例外的にバビロニアの反乱に相対することがなかった。メソポタミアにおいて圧倒的な求心力を誇ったバビロン市を中心とするバビロニアは、アッシリアにとって格段の配慮と警戒を要する支配地域であった。再建されたバビロンは、その政治的・宗教的な卓越性に加え、各種の特権を与えられ、国際商業の中枢として繁栄の時代を迎えた。バビロニアのロスチャイルドとも呼ばれる古代の大商人エギビ家の活動も、この時代のバビロニアで開始されていた。
エサルハドンはその死に際し、自分の王国をアッシュルバニパル（アッシュル・バニ・アプリ、在位：前668年-前631年頃）とシャマシュ・シュム・ウキン（在位：前667年-前648年）と言う二人の王子に分割して継承させることを決定した。その規定ではアッシュルバニパルがアッシリア王、シャマシュ・シュム・ウキンがバビロニア王にそれぞれ即位し、前者が優越するものとされた。その後実際にこの定めの通りに王位が継承され、少なくとも前651年までは平穏が保たれた。アッシュルバニパルはバビロンに建てた石碑にこの兄弟の名前を刻む配慮を示したが、アッシリア王に対するバビロニア王の従属的地位は明らかであり、このことに不満を持っていたであろうシャマシュ・シュム・ウキンは前651年にエラムなど周辺諸勢力を引き込んで反乱を起こした（兄弟戦争）。この反乱は3年に渡り続いたが、最後にアッシュルバニパルが勝利を収め、前648年に包囲されたバビロンでシャマシュ・シュム・ウキンは死亡した。その後はカンダラヌ（在位：前647年-前627年）と言うバビロニア王の称号を与えられた代官が赴任してバビロニアを統治した。

### 新バビロニア（カルデア）

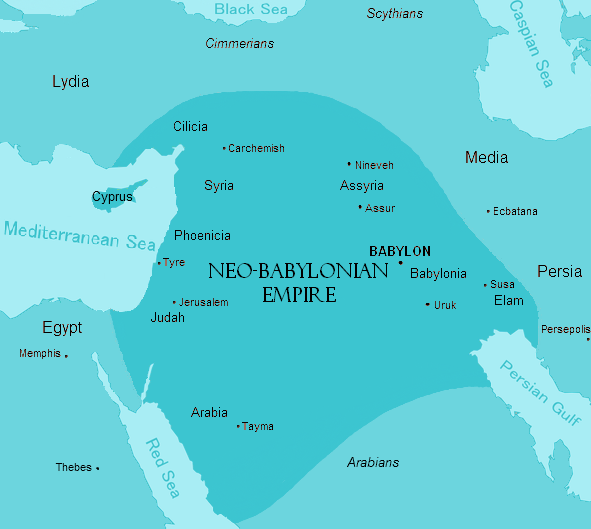
新バビロニアの勢力範囲

アッシュルバニパルの没後、アッシリアの政局は混乱に陥ったらしく短期間に何人もの王が交代する事態となった。王位争いは最終的にシン・シャル・イシュクン（在位：前623年-前612年）が勝利して終わったが、この混乱に乗じて「海の国」の首長とされるカルデア人ナボポラッサル（ナブー・アピル・ウツル、在位：前625年-前605年）がバビロニアの支配権を握りアッシリアの支配から離脱した。彼が打ち立てた王朝は新バビロニア（バビロン第11王朝）、またはカルデア王国と呼ばれる。ナボポラッサルは鎮圧のために派遣されたアッシリアの軍勢をバビロニアから排除することに成功し、更に東方のメディア人と同盟を結んでアッシリア本国に攻撃をかけ、前612年にはその首都ニネヴェを陥落させることに成功した。アッシリアの残党はなおハッラーンに逃れて抵抗を続けたが、前609年にはこれも終わり、全メソポタミアがバビロンの支配の下に入った。
更にナボポラッサルは王太子ネブカドネザル2世（ナブー・クドゥリ・ウツル2世、在位：前604年-前562）に、アッシリア残党を支援したエジプト（第26王朝）を攻撃させ、前605年にカルケミシュの戦いでエジプトを破り、シリアを支配下に置くことに成功した。翌年即位したネブカドネザル2世は、旧約聖書にあるバビロン捕囚の実行者としても有名である。彼は前597年にエルサレムを占領すると、その王エホヤキン他有力者たちをバビロンへと連行し、ゼデキヤを王位につけた。更に前586年にはゼデキヤが反乱を起こしたため、これを討伐して再びエルサレムを占領し、ゼデキヤとユダの人々を連行した。この結果ユダ王国は滅亡した。彼はフェニキアの都市ティルスや周辺の王国も攻撃して併呑し、パレスチナはバビロニアの属領となった。
ネブカドネザル2世は建築活動を熱心に行った事が、大量に残された建築記念碑文などから知られている。彼が残した建築遺構にはバビロニアを代表する建造物として名高いイシュタル門や、バベルの塔のモデルとなったともされるマルドゥク神殿エサギルのジッグラト跡などが含まれ、また現在発掘調査が行われているバビロン市の遺構は大部分が彼の治世のものである。
最後の王ナボニドゥス（ナブー・ナイド、在位：前555年-前539年）は、祭祀に没頭し政治を顧みなかったともされる。彼は月神シンの崇拝に没頭し、バビロンの南西800キロにあるアラビアのオアシス都市テイマに10年に渡って滞在するという不可解な行動をとった。この都市はウルやハッラーンと並ぶ月神信仰の中心地であった。本国の政治は王太子ベルシャザル（ベル・シャル・ウツル）に任された。
この頃、イラン高原ではメディアを打倒したアンシャンの王キュロス2世（クル2世、在位：前559年-前530年）が新たな世界帝国を築きつつあった。これは一般にアケメネス朝（ハカーマニシュ朝）、あるいはペルシア帝国などと呼ばれる。前540年までにはエジプトを除くバビロニアの周辺諸国はアケメネス朝の支配下に落ちていた。テイマ周辺の遊牧民の族長たちもキュロス2世になびき、ナボニドゥスはテイマを放棄して本国へ帰還せざるを得なかった。前539年3月にはキュロス2世がバビロニアに侵攻し、ナボニドゥスは迎撃したが国内からは離反者が相次いだ。10月10日にシッパルが陥落し、10月12日にはキュロス2世の軍勢はバビロンへ達した。同日中にバビロンは無血開城し、シッパル陥落の報に接して逃亡したナボニドゥスは遊牧民に捕らわれてバビロンへ差し出された。10月29日、キュロス2世は市民の歓呼の中でバビロンに入城し、バビロニアはアケメネス朝の支配下に入った。

### アケメネス朝

アケメネス朝（ペルシア帝国）

キュロス2世はバビロニア人からの支持を維持することに腐心し、バビロニアの伝統的な王号である「世界の王」「シュメールとアッカドの王」「四方領域の王」などを採用すると同時に、マルドゥク神とナブー神と言うバビロニアの神がキュロスに王権を与えたことを宣言している。また新バビロニア時代に強制移住によってバビロニアに連れてこられた人々に対し故郷への帰還を許可し、「ナボニドゥスの悪行」によって荒廃した建造物と信仰とを救い出すことを喧伝した。アケメネス朝の支配下にあってもバビロニアの経済的繁栄は継続し、エギビ家のような大商人や銀行家は栄え続けた。キュロス2世はバビロニアを離れる時、息子のカンビュセス2世（カンブジヤ2世、在位：前530年-前522年）をバビロンの総督に任命し、彼は父の死までの間平穏に統治することができた。前530年にキュロス2世がマッサゲダイとの戦闘中に戦死しカンビュセス2世が即位した際には、バビロニアを含め帝国内は平穏であり目立った反乱は発生しなかった。
しかし、カンビュセス2世が死ぬと僭称者とされるスメルディス（ガウマータ）を排除して王位に昇ったダレイオス1世（ダーラヤワウ1世、在位：前522年-前486年）は帝国全土で発生した反乱の鎮圧に追われた。バビロニアもこの時反乱を起こした属州の一つであった。ダレイオス1世が残したベヒストゥン碑文の記録などから、バビロニアでは前522年10月にネブカドネザル3世（ナブー・クドゥリ・ウツル3世、ニディントゥ・ベール、在位：前522年）が、そして前521年にはアルメニア人とされるネブカドネザル4世（ナブー・クドゥリ・ウツル4世、アラカ、在位：前521年）が、それぞれ反乱を起こして鎮圧されたことが伝わる。バビロニアはこの反乱にもかかわらず繁栄を維持し、後継者と定められたクセルクセス1世（クシャヤールシャン1世、在位：前486年-前465年）は王の代理人としてバビロンに駐在した。
クセルクセス1世が即位した後、バビロニアでは再び反乱が発生した。前482年にバビロニア総督ゾビュラスは暴動の中で殺害され、ベル・シマンニとシャマシュ・エリバと言う人物が王位を主張した。ペルシア軍によって反乱はたちまち制圧されたが、この代償は高くつき、バビロンの城壁、マルドゥク神殿とジッグラトは破壊され、黄金製のマルドゥク神像は融解された。クセルクセス1世は、父の代まで用いられてきた「バビロンの王」と言う称号を拒否し、バビロニア属州（バービル）はアッシリア属州（アスラー）と合併させられたと伝えられる。ただし、「バビロンの王」と言う称号は実際にはその後もアルタクセルクセス1世時代まで使用され続けていたことが発掘史料によって確認されている。

### ヘレニズム時代

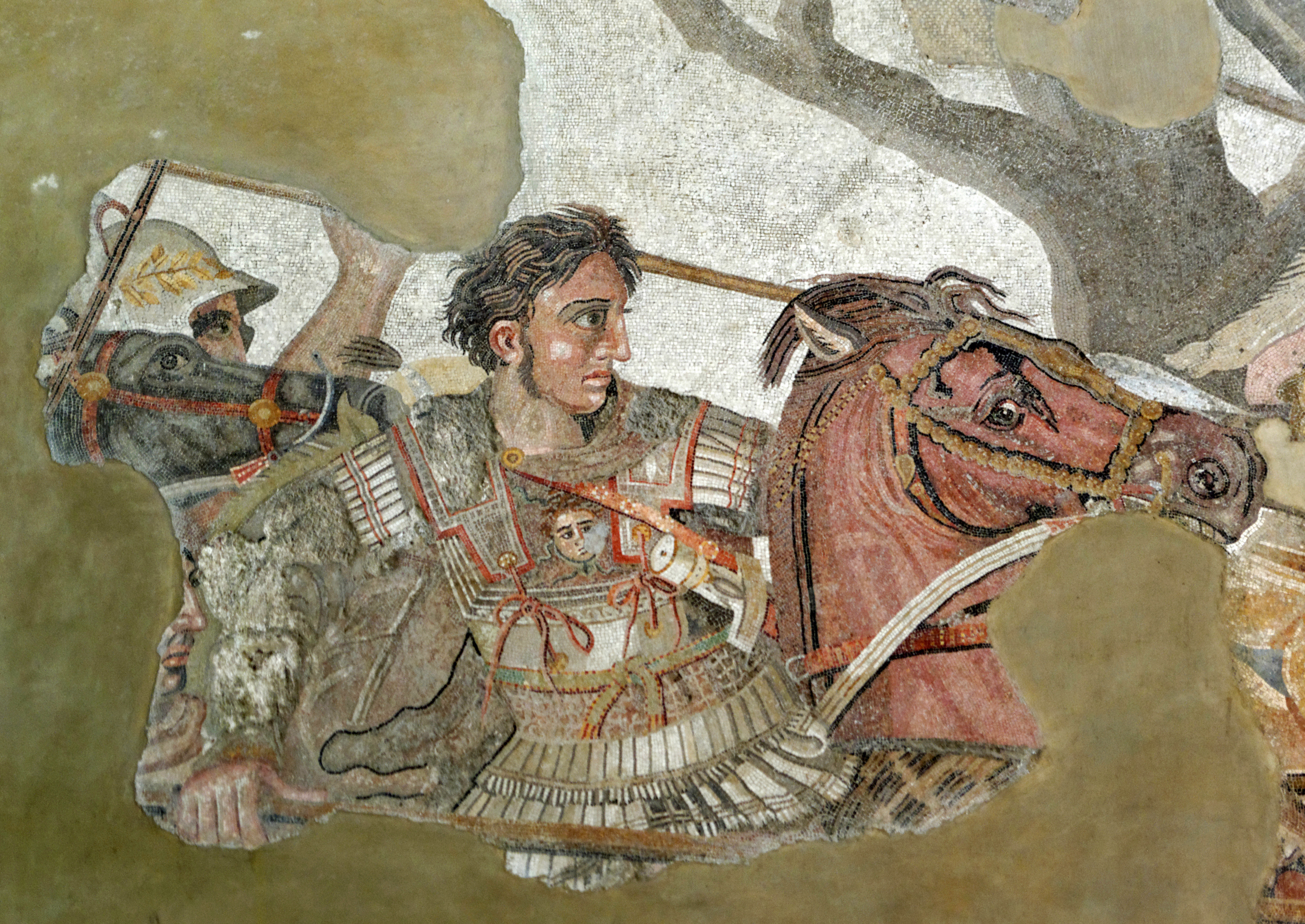
アレクサンドロス3世（大王）

マケドニアの王アレクサンドロス3世（大王、在位：前336年-前323年）はギリシア全土の支配権を握り、前334年春にはダーダネルス海峡を越えて東征を開始した。アケメネス朝の最後の王ダレイオス3世（ダーラヤワウ3世、在位：前336年-前330年）はこれを迎え撃ったが、イッソスの戦い（前333年）とガウガメラの戦い（前331年）で相次いで敗北し、アケメネス朝は瓦解、その遺領はアレクサンドロス3世に制圧された。インド北西部までを征服したアレクサンドロス3世は前323年にバビロンで病死した。彼の死後、その将軍たちは後継者（ディアドコイ）であることを主張し、互いに争った。バビロンでその遺領の後継を巡る会議が開かれ、主導権を握ったペルディッカスらによって帝国各地の統治分担が決定された。しかしペルディッカスが内戦と権力闘争に敗れ暗殺されると、前321年にアンティパトロスの主導でシリアのトリパラデイソスで再度領土分割の会議が持たれ、この結果バビロニアはセレウコス1世（在位：前305年-前281年）の所領となった。
この会議において卓越した地位を獲得したのは主導者のアンティパトロスとフリギアまたはリュディアの総督アンティゴノス1世であった。前319年にはアンティパトロスが死亡したが、その後継者となったポリュペルコンはアンティゴノス1世と激しく対立し、長い戦争が繰り広げられることになった。アンティゴノス1世に与したセレウコス1世を、ポリュペルコン麾下の将軍カルディアのエウメネスが攻撃し、前318年10月にバビロンが占領され、セレウコス1世の反撃は失敗した。セレウコス1世は翌年にアンティゴノス1世の助力を得て北部バビロニアに戻り、前316年にアンティゴノス1世のエウメネス討伐軍に合流してこれを破る事に成功した。旧アレクサンドロス王国の大部分を支配下に収めたアンティゴノス1世は、バビロニアを支配するセレウコス1世を疎んずるようになり、前315年にセレウコス1世はバビロニアを脱してエジプトのプトレマイオス1世の下に身を寄せた。そしてプトレマイオス1世とアンティゴノス1世の戦いに乗じる形で、前311年にバビロニアに舞い戻りその支配権を奪回した。後にセレウコス朝で用いられるセレウコス暦はこの年をもってセレウコス朝の統治の始まりと規定し、数世紀にわたってバビロニアを含むその領土で共通の暦法として用いられた。この戦い（ディアドコイ戦争）の過程で地中海からメソポタミアに至る地域にヘレニズム王朝（アンティゴノス朝、プトレマイオス朝、リュシマコス朝、カッサンドロス朝、セレウコス朝）と呼ばれるグレコ・マケドニア系の諸王国が成立した。バビロニアの支配を盤石なものとしたセレウコス1世は、イラン高原もその支配下に収め、東はインドとの境まで、西は前301年にイプソスの戦いでアンティゴノス1世を破ってシリア・アナトリアまでを支配下に収めた。
バビロニアにおけるセレウコス朝時代の極めて重要な変化は、セレウコス1世が新たなバビロニアの中心として新都市、ティグリス河畔のセレウキアを建設したことであった。セレウキア市の建設はセレウコス朝がバビロニアを重視していたからこそであったが、商業的中心としてのバビロンの地位を脅かし、その最終的な放棄へと至る出発点となった。バビロンの人口は徐々に減り始め、その建物の建材はセレウキアでの建設活動に転用された。セレウコス1世の後継者アンティオコス1世（在位：前281年-前261年）はバビロンの神殿建設を続けてはいるが、前275年頃にバビロンの市民にセレウキアへ移住するように命じ、その家屋を没収した。この時没収された土地はアンティオコス2世（在位：前261年-前247年）の時代に返還された。セレウコス朝はなおバビロニアの伝統的な宗教に一定の敬意を払った。当時バビロニアでは既にアッカド語（バビロニア語）は口語としては死語となりつつあり、一部ではギリシア語が普及し、そしてより広い範囲ではアラム語が支配的な言語となっていたが、考古学的発見によって、バビロンとウルクの神殿では伝統的なアッカド語（バビロニア語）の楔形文字文書が作成され続けていることがわかっている。

### パルティアの征服とバビロンの放棄
バビロニアは前141年7月、アルサケス朝（アルシャク朝、パルティア）の王ミトラダテス1世（ミフルダート1世、在位：前171年-前138年）に征服された。その後、セレウコス朝とパルティアのバビロニア争奪戦の中でバビロンの支配者は何度も入れ替わり、最終的にミトラダテス2世（ミフルダート2世、在位：前124年-前90年頃）によってパルティアのバビロニア支配が確定した。この間にバビロンは大きく破壊され、多くの住民がメディアへと連れ去られた。
商業的中心がセレウキアと、パルティア人がその対岸に作ったクテシフォン（テーシフォーン）に移った後も、バビロンはなお宗教的中心としての役割は残していた。また、パルティア時代にはいくつかの大型建造物が再建されており、西暦0年代頃にはパルミュラ人商人の居留地がバビロンに建設された。これがバビロン最後の繁栄となり、半世紀後にパルミュラ人たちがセレウキア・クテシフォンへと移動するとともにバビロンは孤立した都市として衰亡の一途をたどった。
バビロンが完全に放棄された年代は明確ではない。1世紀の学者大プリニウスはマルドゥク神殿がなお瓦礫の中に立っており、活動を継続していたことを報告しているが、20世紀の学者サルヴィニやマッキーンなど現代の学者は西暦始めの1世紀のうちにバビロンが放棄されたと語る。マッキーンはカッシウス・ディオなどの古典古代の作家の記録に基づき、次のようにバビロンの最期を描写している。
しかしルーヴェン・カトリック大学のトム・ボーイ（Tom Boiy）は、初期キリスト教徒の著作内におけるバビロンへの言及などの分析を通じて、その「都市」としての規模が不明ながらバビロンはさらに長く存続していたと主張している。テオドレトスによれば、最末期の住民の数は少なく、それはもはや「アッシリア人」でも「バビロニア人（カルデア人）」でもなくユダヤ人であったという。
バビロンの終焉と共に、古代シュメール時代から連綿と受け継がれてきた楔形文字による文筆活動は完全に停止し、アッカド語（バビロニア語）も忘れ去られた。その後もバビロニアに相当する地域は中東の政治・社会・経済における中心の一つであったが、バビロニア文化の多くは後のペルシア文化やイスラーム文化に痕跡を残しつつ終焉を迎えた。楔形文字文書の作成が終焉を迎えた時期は正確には不明である。年代がはっきりしているものの中で、現在知られている最後の楔形文字によるアッカド語文書は西暦74/75年の天文記録であり、年代不明の文書の一部は1世紀以降まで時代が下るであろう。トム・ボーイはバビロンには西暦3世紀までは人間が居住していたと結論づけている。

## 言語と住民

### 「民族」
バビロニアの歴史では数多くの「民族」が登場し、様々な王朝を打ち立てた。このためしばしばその歴史は「諸民族の興亡」の過程として描かれる。しかし、バビロニア史（さらにはメソポタミア史）に登場する「民族（エトノス）」、例えばシュメール人、アッカド人、カッシート人、アラム人などを日本人、フランス人、ロシア人のような現代の「民族（ネイション）」と同質の物として扱うことに対しては複数の学者が警鐘を鳴らしている。こうしたバビロニアの「民族」を現代の学者が区分する時、しばしばその根拠は彼らが母語としていた（と予想される）言語の分類に依っている。即ちシュメール人とはシュメール語を母語とする人々であり、カッシート人とはカッシート語を母語とする人々という事になる。また、多くの言語は系統毎に分類が行われている（アフロ・アジア語族：セム語に分類されるアッカド語、アラム語など）。
しかし、バビロニアの人々のアイデンティティや共同体意識が言語区分に従って形成されていたことは必ずしも証明されない。少なくともバビロニア（シュメールとアッカドの地）という地域的まとまりが形成される以前のシュメール人たちやアッカド人たちが残した文書からは言語毎にまとまった共同体意識が存在したことを読み取ることはできず、彼らの帰属意識はむしろ各々の都市にあったことが示されている。
無論、言語自体は人々を区別する上で重要な要素の一つではあり、例えばアラム人（Aramāya）という用語で呼ばれていた遊牧民の部族集団の主たる言語はアラム語であったと考えられている。だが、この用語は（同義語とみられるストゥ人Sutiu/Sutûと共に）「アラム人ではない者」から用いられる外部からの呼称として登場し、「アラム人」自身が共同体意識を持っていた事は確認されていない。彼ら自身の自己認識・帰属意識を決定していたのは血縁や部族、共通した生活習慣などであったと考えられる。従って、「アラム人」と言う概念は当時より存在したものの、アラム語によって結びつく政治的一体性や共同体意識を持った「アラム人」と言う集団が存在していたわけではなく、あくまでアラム系と呼びうる人々の分類が存在したに過ぎない。
つまり、バビロニアに登場する様々な「民族」が覇権を争い、あるいは主導権争いをしていたわけではなく、より様々な要素で分類されうる多様な共同体がそれぞれにバビロニアの住民としてその歴史に関わっていたのであり、現代において言語毎に設定された「民族」の分類は古い学説の援用、または便宜上のものである。

### 文字に残されたバビロニアの言語

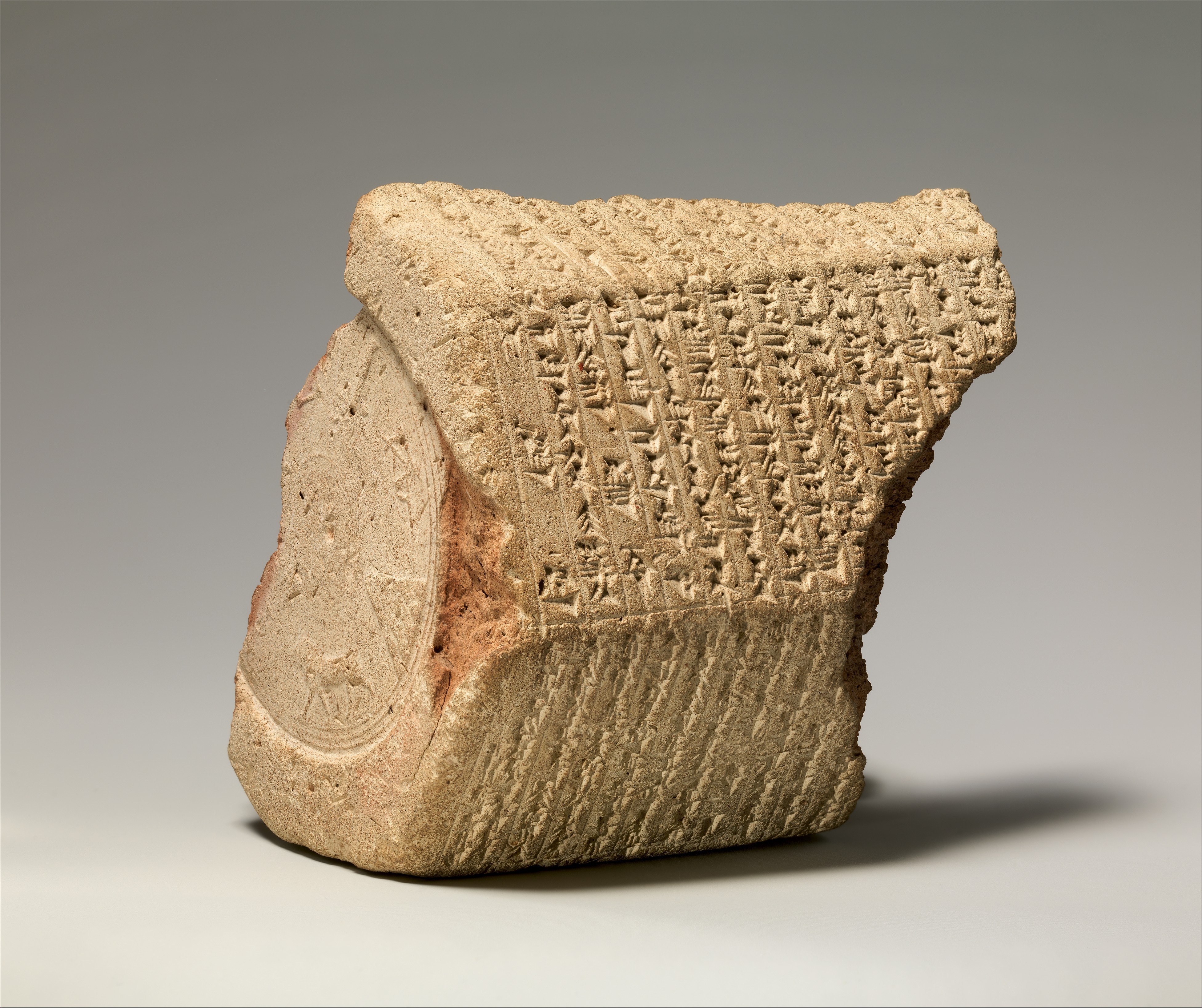
アッシリア王エサルハドンによるバビロン再建記念文書

バビロニアではその長い歴史を通じて多数の「民族」が住み着き、多様な言語が使用されていた。しかし、筆記法を備え文字記録によって現代に残されているものは限られている。主要な言語としてまず挙げられるのは、初期王朝時代以前から使用され、楔形文字を直接生み出した系統不明の言語であるシュメール語である。シュメール語は前2千年紀の初頭、少なくともハンムラビ時代頃までには口語としては使用されなくなっていたと考えられる。しかし、文語としては、学問の言語、また祈りの言語として使用され続け、セレウコス朝時代までシュメール語による文書が残されている。バビロニアの歴史上の多くの期間において中心的な言語となったのはアッカド語である。アッカド語はアフロ・アジア語族の中の東セム諸語に分類される言語であり、アッシリア語、バビロニア語は共にこのアッカド語の方言と分類される。前2千年紀にはアッカド語はオリエント世界の共通語として広く外交言語や商業言語としても用いられ、例えばエジプトで発見されたアマルナ文書からはアッカド語（バビロニア語）の外交書簡が発見されている。
同じくアフロ・アジア語族の西セム諸語に分類されるアラム語は前1千年紀に入ると広く普及し、アッカド語もアラム語から大きな影響を受けた。アラム人は、その商業活動による移住とアッシリア帝国時代の強制移住とによってオリエント世界の広範囲に居住するようになり、それに伴いアラム語が広く通じる共通語となっていった。この影響を受けて、アッシリアと共にバビロニア人の日常言語も次第にアッカド語からアラム語へと切り替わっていった。既にアッシリア帝国時代には書記が二人一組でアッカド語とアラム語の記録を取る様子が壁画に残されており、アラム語の普及が始まっていたことがわかる。前7世紀頃にはアッカド語で書かれた粘土板の外部に文書の概要をアラム語でメモ書きしたものも見られるようになり、これもアラム語の普及を示している。
アッカド語からアラム語への変化は、記録媒体の変化をも伴っていた。アッカド語が楔形文字で粘土板に筆記されたのに対し、アラム語はアラム文字（アルファベット）で羊皮紙やパピルスなどに筆写された。このためアラム語は楔形文字で筆記される言語に比べ早く書くことができ、また書写材の制限も少なかったことが普及の大きな要因であった。しかし、これらは粘土板に比べて耐久性に劣ったため、アラム語で書かれた文書の多くは風化し現代に残されていない。このためにアッカド語が衰退しアラム語に切り替わっていった前1千年紀後半は、現地史料が極めて乏しくなっている。楔形文字による記録は少なくともバビロンとウルクではセレウコス朝、更にパルティア時代まで続いたが、この時代のアッカド語文書はもはや口語としてのアッカド語が死語となり、日常言語が完全にアラム語に切り替わっていたことを示している。
アレクサンドロス3世による征服の後にはギリシア語も一部に普及した。しかし、アラム語と同様に羊皮紙やパピルスに筆記されたその文書は現代には残されていない。これらの文書が「かつて存在したこと」だけが、その文書を保管するために用いられていた封印が多数残されていることによって理解される。

### その他の言語
バビロニアで使用されていたであろうその他の言語は、筆記法を持たなかったためにその人名や神名のような固有名詞や極一部の単語を除き、詳細を知る術がほとんどない。前2千年紀前半にバビロニアを席巻したアムル人（アモリ人）の諸部族が話していた言語はアムル語と呼ばれているが、この言語で書かれた文書は存在しない。アムル語は西セム語に分類され、アラム語やヘブライ語と密接な関わりを持っていると考えられている。
前16世紀以降、バビロニアを統一する王朝を作り上げたカッシート人たちの言語（カッシート語）もバビロニアで使用されていたはずであるが、情報源はアッカド語文中に登場する僅かな数の固有名詞と単語に限られるため、どのような言語系統に属するのか明らかではない。かつてはインド・ヨーロッパ語の一つとされたこともあるが、現在では支持されていない。

## 宗教と神話
古代世界における一般的な信仰体系と同じく、バビロニア（あるいは更に広くメソポタミア）では、現代社会におけるように宗教と世俗を弁別するような観念は存在しなかった。
バビロニアに住む人々はシュメール時代から信仰されていた数多くの神々を崇拝したが、後世の啓示宗教のような統一的な教義や聖典が準備されることはなく、神々の地位は人々の間での人気やそれを称揚する王朝の盛衰に伴って変化した。シュメールの神々はアッカドの神々と同一視され、シュメール語とアッカド語両方の名前が使用された。

### 神々
シュメール時代以来、バビロニア地方では数多くの神々が信仰された。偉大な神々は「天空」「大気」「大地」「深淵」「冥界」「豊穣」などの神性を有していると共に、各都市に固有の守護神でもあった。また、シュメール時代には、より身近な神として個々の人々を保護し、大いなる神々と人々の間を取り次ぐ個人神という概念が存在した。個人神の神格は低く、シュメール時代の王たちの個人神を例外として、名前すらほとんど伝わらない。ウル第三王朝以降、バビロニア時代には個人神の概念が発達し、固有の神名をふられることなく「私の神」「私の女神」として崇められた。

#### 神性
「神」を意味する単語はシュメール語でディンギル（Dingir）、アッカド語でイル（iru）であった。だが、これらの用語からメソポタミアにおける「神」の概念の源流を読み取ることはできない。Dingir、Iruの両語は共に、語構成の中に語源を解き明かすヒントは含まれていない。
楔形文字の文書では同音の言葉が多数存在したため、ある単語が何を表しているかを示す発音しない記号（限定詞、限定符とも）が用いられた。例えばある単語が「土地」の名前である場合には限定詞KIが、「川」の名前である場合にはIDが付された。神を表す限定詞の記号はアスタリスクに似た星を表す文字𒀭で、現代の学者は「神」を意味するシュメール語のディンギル（DINGIR）と同じ名称で呼んでいる。神を表す限定詞として星が選ばれたのは「天」「一際高い」といった神の持つ卓越性・優越性が意識された結果であろう。
バビロニアを含むメソポタミアの宗教において、「神性」即ち何が神であるのかについての概念が明確に規定されたことはなく、ただ恩恵をもたらすによ被害をもたらすにせよ、その力が人間よりも卓越した存在として認識されていた。神々を称える際の決まり文句には「強く（dannu/gašru）」「並外れて強く（dandannu/kaškaššu）」「偉大である（rabû）」「非常に高くに位置し（šûturu）」「威厳に満ち（šagapûru）」「輝きに満ち（šûpû）」「完璧である（gitmal）」など、その優越性を示す物が無数に見つかる。また、明確に人と神とを隔てる特徴の一つが神が不死であることであった。
フランスの歴史学者ジャン・ボテロは、古いシュメール時代の描写では神々の行動と思考は「幼稚」で「粗野」で「無骨」であり、明らかに人間と同じ特徴を有していたと評している。しかし、時代が進むと共にその描写における品行は少しずつ洗練される傾向があった。前2千年紀初頭以降、人々は「高位」の存在に相応しい気高く崇高な性格を神々に与えるようになっていった。

#### 主要な神々

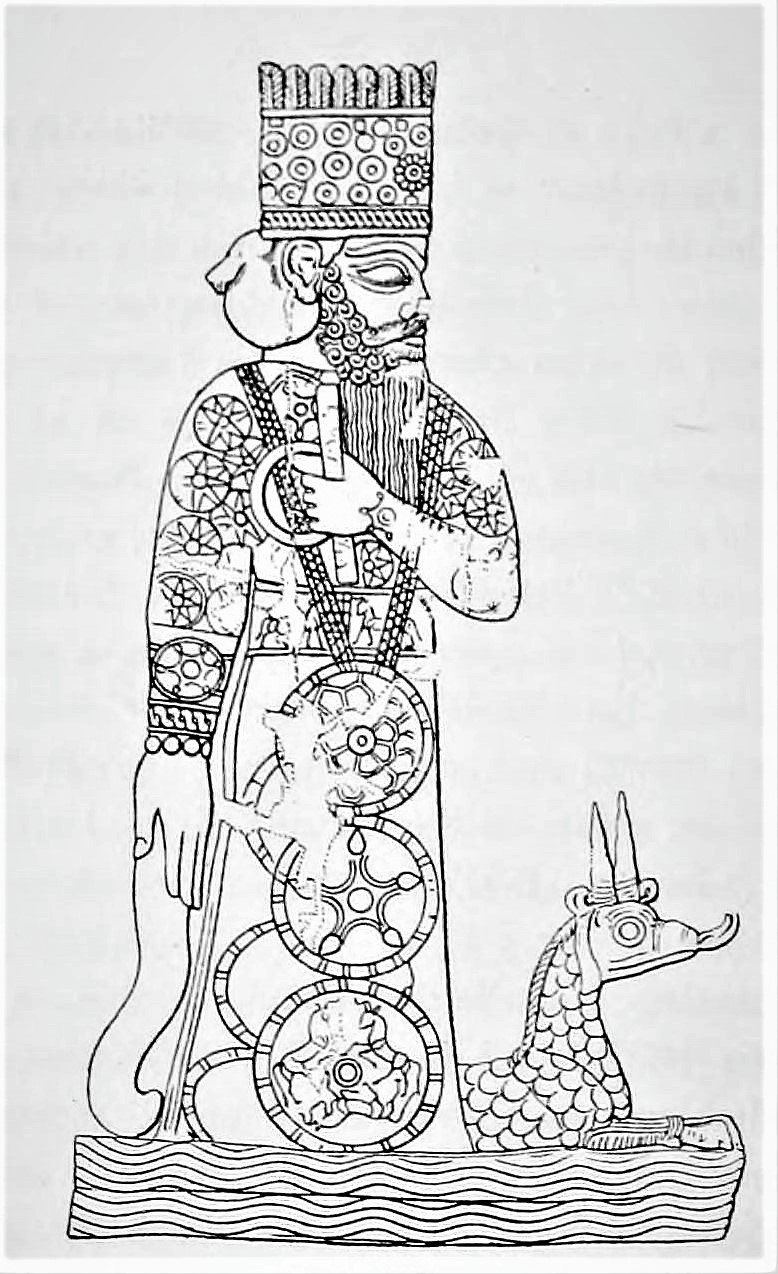
マルドゥク神と随獣ムシュフシュ

以下にバビロニアで信仰された主要な神々を記す。複数の名前が記されている神名は原則として左側がシュメール語名、右側がアッカド語（バビロニア語）名である。
- アン/アヌ：天空神であり理念上は最高神である。シュメール語でアン（An）は「天」を意味すると共に、天空神の名前でもあった。セレウコス朝時代にはウルクでイシュタル女神と並んで重要視された。シュメール時代からバビロニア時代までの全期間を通じて最も重要な神の1柱とされていたにもかかわらず、文学や芸術的な描写がされることは少なくその性質はよくわかっていない[181]。
- エンキ/エア：地下の清水の大洋（アプスー）を司る神であり、知恵・魔術・呪文などの属性と結び付けられた。信仰の中心はエリドゥ市のエアブズ神殿であり、『アトラハシス叙事詩』や『ギルガメシュ叙事詩』の洪水神話では大洪水から人間が逃れるのを助ける役回りを演ずるなど、常に人間に好意的な神として描写された[182]。
- エンリル：メソポタミアのパンテオンにおいて最も重要な神の1柱である。信仰の中心地はニップル市のエクル神殿であり[183]、その重要性からイシン・ラルサ時代にはニップル市は各国の争奪の対象となった。バビロニアの王権概念と深く結びついており、「エンリル権」という用語は王権を意味した[184]。ハンムラビ法典の序文ではエア神の長子マルドゥクにエンリル権を授けたとされている[184]。
- ウトゥ/シャマシュ：太陽神であり、正義を司る神とされた。アッカド語のシャマシュは元来は女神であったと考えられるが、男神であるシュメールの太陽神ウトゥとの習合の過程で男神に変化したと考えられている。ウトゥの主神殿はアッカドのシッパルとシュメールのラルサにあった[185]。ハンムラビ法典の上部には祈りの仕草を取るハンムラビの対面に玉座に座すウトゥ/シャマシュが描かれており、これが最も有名な図像表現である[184]。
- アマルウトゥ/マルドゥク：非常に古い時代からバビロン市の守護神とされていた。シュメール初期王朝時代からアマルウトゥ/マルドゥクへの言及があるが、シュメール時代にはさしたる重要性を持つ神ではなかった。元来は農耕神であったと考えられているが、バビロン市の隆盛と共にその神格は向上し続け、ハンムラビ時代にはエンリルから王権を授けられた神と描写され、更に後には神々の王となり、他の神々の多くはマルドゥクの諸相に過ぎないとまでされ、単にベル（主人）と呼ばれるようになった[186]。天地創造神話『エヌマ・エリシュ』ではティアマト女神と彼女が生み出した怪物を退治し1年を12ヶ月と定めたとされる。バビロンを支配した王は「マルドゥク神の御手を取る」儀式を行うことが慣例となり、キュロス2世やアレクサンドロス3世もこの慣例に従った[187]。
- イナンナ/イシュタル：性愛と戦いの女神であり、バビロニアの全時代を通じて最も重要な女神であった。イシュタルと言う単語は元来金星を表したが、この星は明けの明星としては男神、宵の明星としては女神であった。バビロニアとアッシリアではこの2柱の神は戦闘神と言う男性的特徴を維持してイシュタルと言う1柱の女神に習合された[188]。
- スエン/シン：月神。シュメール語ではスエン、またはナンナであり、ナンナ・スエンとも呼ばれた。その信仰の中心はウルであり、新バビロニア時代にはシリアのハッラーンも重視された。古バビロニア時代以来人気のある神であったにもかかわらず、パンテオンにおいては下位にあり続けた[189]。
- ネルガル：冥界の神。ネルガルと言う名前は恐らく外来語であり、バビロニア人はこの名前に「冥界の主」と言うもっともらしい語源説明を与えたと考えられる。古バビロニア時代までにシュメールの複数の冥界神と習合され、クトゥ市やマシュカン・シャピル市を中心的な聖所として、この神の属性とされた危険を回避すべく各地で広く信仰された[190]。
- ナブー：書記の神。「天命の書板」に人間の運命を記す書記であると共に知恵の神でもあり、アムル人の到来を機にバビロニアにもたらされボルシッパを中心的な聖所とした。カッシート時代にはマルドゥク神の息子とされ、バビロンの新年祭では父であるマルドゥクを訪れるため、その神像が「連れて」こられた。前1千年紀には最高神マルドゥクを凌駕するほどの信仰を集め、少なくともパルティア時代までこの神の祭儀は存続した[191][192]。

このような偉大な神々の大半は、前2千年紀以降、次第にシュメール語よりも好んでセム語（アッカド語）化した名称で呼ばれるようになっていった。また、神々は時代と共に類似した属性を持つ別の神と同一視・習合され、次第にその数は少なくなっていった。シュメール時代以来、1,000以上の神々が言及されてはいるが、最終的に実際の信仰行為が第一線で継続する神々は30柱ばかりまで整理されている。

#### 神の図像と神像

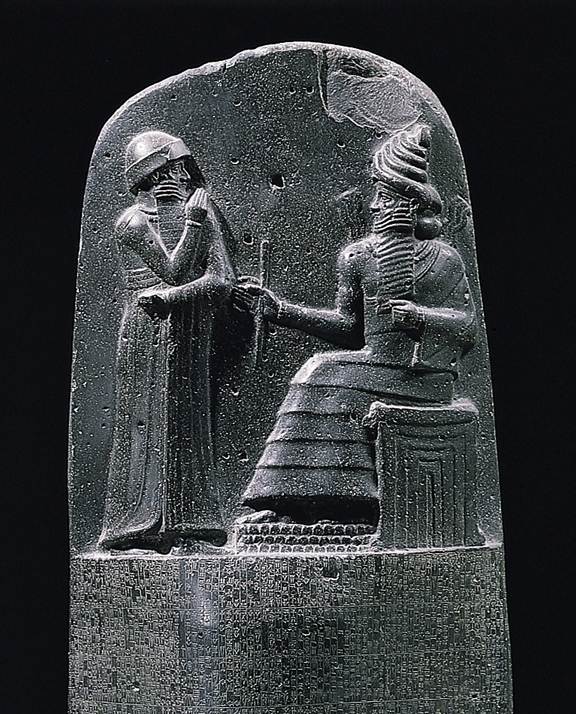
「鼻に手を置く」礼拝の姿勢を取るハンムラビ王（左）と玉座に座す太陽神シャマシュ。

神々の姿は原則的に人間をモデルとして描かれており、動物形態、あるいは動物崇拝は採用されていなかった。一部の動物が神を象徴する存在として宗教的画像に描かれることはあったが、様々な彫像や浮彫、円筒印章などにおいて神は常に人間の姿で描かれた。単なる人間とは異なる卓越した神の図像であることを示すために、男神の場合には角のついた冠が被せられていた。女神の場合には尖帽や像の姿の厳粛さなどによって表現された。
神の姿を写した神像は大きな宗教的意義を持っていた。神学的な体系を持っていたわけではないが、神像はそれが表現している神その物、あるいは神の存在を内包しているものであり、神像の移動は神が移動したことを意味していた。これに関連して最も激しい争奪の対象となったのがバビロンの都市神マルドゥクの神像である。戦争の結果として「捕虜」としてマルドゥク神像が連れ去られたこと、そしてそれを奪還したことは、それが真実であるにせよないにせよ、偉大な王の業績として盛んに喧伝された。カッシートの王アグム3世はヒッタイトがバビロン第1王朝を滅ぼした時に奪われたマルドゥク神像を取り戻したとされ、イシン第2王朝の王ネブカドネザル1世もまた、エラムに奪われたマルドゥク神像を奪還したことが記録に残されている。アッシリア王エサルハドンとアッシュルバニパルはバビロン市の復興に際して、鹵獲していたマルドゥク神像を返還することで王の寛容を示そうとした。
ジャン・ボテロはバビロニアにおける宗教観において、神像はその神格自体を内包し、神が「実在すること」を保証していたと述べている。そしてこのような「現実感」から、神像は儀式の過程で神その物として他の神々を「訪問」したり、前1千年紀には「聖婚」において二体の神像が「寝室」に並べられて一夜を過ごしたりした。

#### 神的存在と呪術
偉大な自然や崇拝すべき事象は人間より上位の存在としてそれ自体が神格化される場合があった。例えば偉大なる山々や水流などがそれにあたった。とりわけ水流は重視され神に準ずる権威を持っていた。川の流れには罪を判別する能力があると考えられたことから、神明裁判に川が利用された。有用な力であるとともに脅威でもあった火も同様に神格化された。更に自然の中の重要な出来事、たとえば「小家畜の繁殖（Laḫlu）」「穀物の発芽（Ašnan）」のような事象が神格化されパンテオンに加えられていた。これらの神格化された事象は明らかに第二級の存在であり、頂点を極めた偉大な神々からは大きく隔たった存在であったが、まぎれもなく人々の崇拝の対象であった。
また、世にはびこる不幸の理由として言及される危険な「力」も人間を超越した存在として認識されていた。これらは現代の学者によって「悪魔（デモン）」と呼ばれているが、当時これらを総称するような名称は存在せず、個別に言及されていた。これらもまた神格化されていたことを示す限定詞ディンギルが付されている場合があり、人間を凌駕した「神的」存在であったことがわかる。しかしこのような悪魔たちは決して崇拝すべき神々のカタログに掲載されることはなかった。また同じくディンギルはしばしば出現する危険な「幽霊（エツェンム eṭemmu）」に付されることもあった。
このような「悪魔」の脅威に対抗するための技術として「呪術」が既にシュメール時代から発達し、人々は呪文や儀式を通じてそれを排除しようとした。「悪魔」による様々な病気や動物の毒の害、また卜占の結果もらたらされた悪い予兆を解消するために祓魔技術が発達し、これを専門技能として行う祓魔師（シュメール語：lú-maš-maš、アッカド語：âšipu）がいた。卜占に通じ、必要に応じて邪悪を祓うことができると考えられた祓魔師たちは、いわば卜占師、心理治療師、医者、カウンセラーのような存在として活動し、また典礼儀官でもあった。聖職としての祓魔師の地位は決して高いものではなかったと推定されているが、祓魔師はマルドゥク神と結び付けられその庇護下に置かれた。更に直接的には神殿の礼拝の運営に関わることのない庶民に神々の偉大さとその恩寵を感じ取る機会を提供するという意味において重要な存在であったかもしれない。

### 神殿

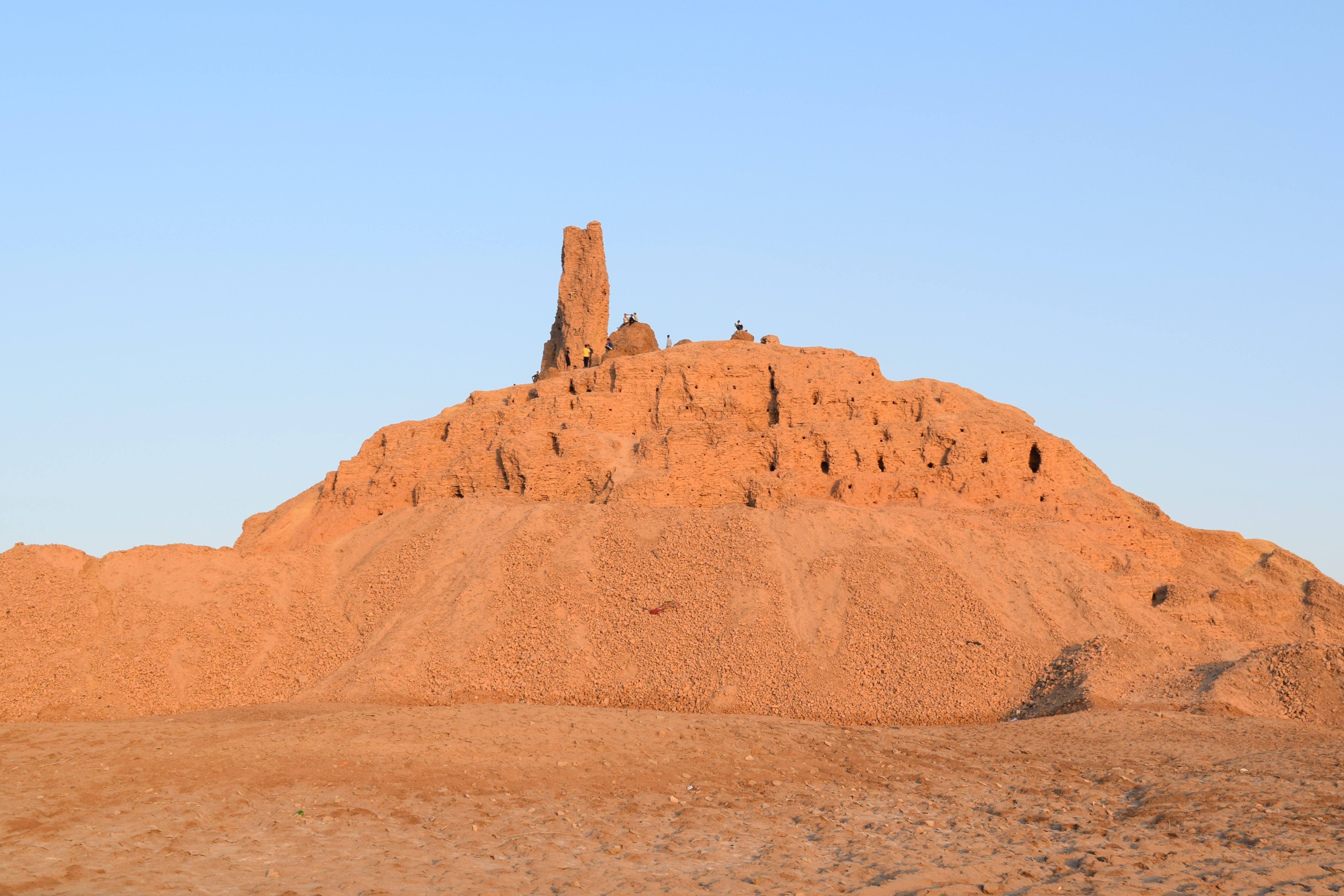
ボルシッパのジッグラト跡。

メソポタミアにおける神殿はまず第一に神々が生活する場であった。地上における神々の住居はシュメール語でエ（É)、アッカド語でビートゥ（Bītu）と呼ばれたが、この言葉はそのまま「家」と言う意味であった。この単語を現代の学者は慣習的に「神殿」と訳している。規模の大小や神殿の周囲に住む神官達の住居など、構成の違いはあっても、神殿の第一義はまず住居であり、通常の住宅の一般的な間取りを基礎としていた。
主たる神々のための大規模な神域は高い壁で囲われた「神々の町」を構成しており、各種の施設が立ち並んでいた。聖堂の中心となるのは内陣と呼ばれる場所で、主神の像が置かれる神の住居の本体であった。それに隣接して建てられ、「神々の町」の中で最も目を引き大規模であったのはシュメール語でウニル（U.NIR）、アッカド語でジックッラトゥ（Ziqqurratu、慣習的にはジッグラト）と呼ばれる階段状の塔である。これは大規模神殿集合体にのみ見られる建物で、3段から7段の層からなり傾斜路または階段を使用して登れるようになっていた。ジッグラトにはそれぞれ固有の名前が付けられており、バビロンのマルドゥク神のジッグラトはエテメンアンキ（É-temen-an-ki、天と地の礎の家）、ニップルのエンリル神のジッグラトはエドゥルアンキ（天と地の結び目の家）、ボルシッパのジッグラトはエウルメイミンアンキ（天と地の七賢聖の家）と呼ばれた。神殿それ自体にも固有の名前が付けられており、バビロンのマルドゥク神殿の名はエサギル（É-sag-íl）、ニップルのエンリル神殿はエクル（É-kur）であった。

#### 聖職者
神殿には多数の聖職者たちが仕えていた。この聖職者たちのうち高位のそれはしばしば世襲であったが、様々な儀式を経てその地位についたと想定される。聖職者たちは通常は一般の人々と同様の生活を送っていたが、身分の高い一部の女性神官に限って、神々に身を捧げた存在とされ、子供を持つことが禁じられていた。だが、聖職者の生活は宗教儀式に関わるという点を除けば、（特定の衣服を纏うにせよ）原則的には普通の人々との違いはなかった。様々な聖職者の職位を表す用語、例えばカルー（Kalû）、シャングー（Šangu）、パシーシュ（Pašîšu）などが今に伝わるが、それぞれの職位がどのような役割を担っていたのかについて具体的な情報はあまり残されていない。これらの職位の名前のうち、古いものの起源は原則的にはシュメール語に由来し、あるいはアッカド語に借用語として取り入れられたり、直訳したものであった。また、女性の聖職者もおり重要な役割を担っていた。聖職者の頂点にはエン（En、主人/女主人）がおり、男性である場合でも女性である場合でも同様の名称で呼ばれた。聖職者たちは職能ごとに良く組織化されており、それぞれに「長（gal/rabû、またはugla/waklu）」がいた。

#### 聖婚と売春
バビロニアにおける宗教的祭儀には聖婚と呼ばれる儀式があった。この聖婚（Hieros Gamos、古希: ιερός γάμος）と言う用語はギリシア宗教史の用語から借用されたものである。この用語は2つの異なる儀式を指して用いられる。一つはアッシリア帝国時代から新バビロニア時代以降に記録されている2柱の神の「結婚」の儀式であり、寝台に神像を並べ「結婚」が行われるものである。もう一つはウル第3王朝時代からイシン・ラルサ時代にかけて記録に残されているイシュタル女神と神格化された王の結婚の儀式である。ただし、この結婚の儀式を伝える記録は全て文学テキストであり、実際の儀式の内容が全く伝わらないため、イシュタルの代理としての女性神官と王の間で現実に「結婚」が成立したのか、完全に象徴的な儀式であったのかははっきりとしない。
また、バビロニアにおいて宗教と売春の間には近しい関係性があったと考えられている。当地においても古くから売春は存在し、また娼婦は宗教的活動に関わる女性グループと共に言及される。最も広い崇拝を集めたイシュタルは性愛の女神であり、娼婦の守護神であった。実際に多くの女性神官たちが職務として売春を行っていたと考えられている。こうした「専門家」を指すと思われる複数の用語、例えばヌ・ギグ（Nu-gig、アッカド語：Qadištu）や、ヌ・バル（Nu-bar、アッカド語：Kulmašîtu）が知られているが、いずれも詳細な意味は不明である。アッカド語でイシュターリートゥ（Ištarîtu、イシュタル女神に帰依した女）と呼ばれた女性たちは通常の娼婦とは多少区別された。こうした女性聖職者の中でも良家からごく若いうちに神に捧げられ子供を持つことを禁じられて神殿付属の施設に隔離されて集団生活を送ったのがシュメール語でルクル（lukur、神殿奴隷）、アッカド語でナディートゥ（Nadîto、放棄された者）と呼ばれた女性たちである。彼女たちは読み書きの能力を備え、高い教養を持っており、その優れた詩歌や手紙が残されている。
宗教的売春婦と対をなすように同じような職務を遂行する男性がいた。アッシンヌ（Assinnu）、クルガッルー（Kurgarrû）、クルウ（Kulu'u）、さらにカルーなどがそのような職務を行ったが、女性の場合と同じくそれぞれの違いはよくわからない。実際に彼らがどのような状況において職務を行ったのかも不明である。彼らはイシュタル女神を称える儀式の中で女装し、性的かつ宗教的な舞踊に参加した。ジャン・ボテロは、彼らは実際には聖職者の集団の外部に位置しており、儀式の際に宗教的役割を果たすために神殿に呼び出されたとする。

## 学問と文化

### 文学
バビロニアの文学はシュメールの文学に起源を持つ。既にシュメールの時代に多様な文学的作品が作成されていたと見られるが、ウル第三王朝（前2112年-前2004年）以前の文学作品は特殊な例外を除き十分に知られてはいない。古バビロニア時代に入ると文学作品の現存例は激増する。古バビロニア時代にはシュメール語は口語としては死語となっていたと見られるが、この時代には同一のシュメール語文書が各都市で盛んに複製された。この一群のシュメール語文書の多くを占めるのは書記学校の生徒たちが練習のために複写したものである。
一方で、古バビロニア時代はアッカド語（バビロニア語）文学の発展期であり、シュメール語文学に範を取った文学作品や、シュメール語文学のアッカド語訳が盛んに作成された。この中でシュメールの文学はアッカド語話者の嗜好に合わせ多彩に改変され編集された。バビロニアの文学作品の中でも傑作中の傑作として名高い『ギルガメシュ叙事詩』も、その原型はシュメール時代の多数の伝説にある。シュメール時代にはビルガメシュと呼ばれた冥界神の物語は、取捨選択と再創造を経てウルク王ギルガメシュの物語として結実した。3分の1が人間、3分の2が神であるウルクの王ギルガメシュの武勇伝、友人エンキドゥの死を切っ掛けにした不死の探求、それが不可能であることを悟るまでの苦悩、そして最終的にそれを受け入れるに至る一連の物語は、最古の教養小説としての側面を持ち、アッシリアやヒッタイトなど全オリエント世界に普及した。
今一つ、バビロニア文学の代表作として名高いのが創世神話の『エヌマ・エリシュ』である。この作品はマルドゥク神に捧げられたバビロン市の新年祭において朗踊された作品であり、前12世紀頃の作品であると見られる。この時代はバビロニアにおけるマルドゥクの神格が最高位まで引き上げられた時期であり、その神々の王としての地位を称揚し、そして他の神々の属性をもマルドゥクの中へ取り込むことを企図した作品であった。この作品の中でマルドゥクは神々の労働を肩代わりさせるために人間を創ったとされる。
バビロニア文学の多様な作品の多くはパルティア時代に楔形文字が使用されなくなるまで複写が続けられ、ほとんどの「図書館」に標準的コレクションとして保存された。ギルガメシュの伝説は更に2世紀後半から3世紀頃まで、変形しつつも伝存し続けていたことがローマの作家クラウディオス・アイリアノスの著作での引用によって知られる。このような叙事詩・神話は今日最も注目されるものであるが、他にも王賛歌、儀礼、魔術に関わる多様な文書が残されている。バビロンの新年祭で朗踊された『エヌマ・エリシュ』を除けば、こうした文学作品がどのような目的で創られたのかは必ずしも明白ではない。あるものは呪術的効果を期待され、あるものは教育のためであり、そしてあるものは単なる娯楽作品であったかもしれない。文学作品はすべて声に出して朗踊されたと推測される。今日残された作品は全体の極一部に過ぎないと考えられている。

### 数学

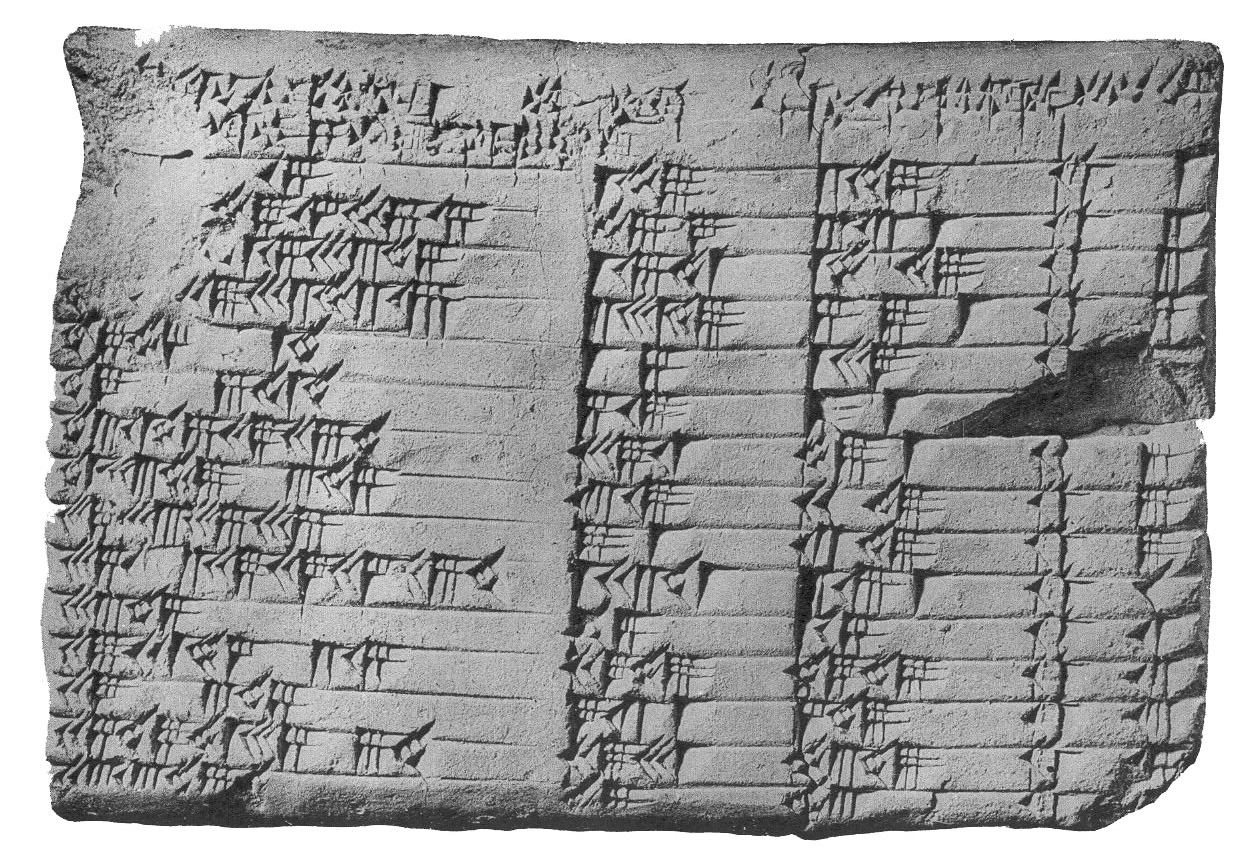
発見されたバビロニアの計算表。コロンビア大学収蔵。イラクで発見されたと見られるが出土地不明。前1800年頃。1行目には以下の数値がリストされている。119（底辺：w）169（斜辺：d）28561（d^2）14161（w^2）14400（L = d^2 - w^2）120（l = SQRT(L)）14400（l^2）記載されている数値から三平方の定理に関わるリストであることがわかる。

バビロニアの数学はシュメールの数学から発達した。シュメールでは少なくとも紀元前3,000年頃にはトークンを使った計算が行われていた。そして、楔形文字による記録体系は、その登場の最初期から物品の数量管理と密接に関わっており、様々な商業的取引、農地の収穫、土地の面積、借入金の記録、税収などが記録の対象となった。当然のこととしてこれらの記録を有効に活用するためには各種の算術や数学的知識が必要であった。書記たちは学校で数学を教わり、農地面積の計算や労働者の1日あたりの労働量の算出を行っていた。この様な計算技術、数学は日々の業務における実用上の必要性から発達したと見られる。
ウル第三王朝時代まで数学文書は原則としてシュメール語で書かれたが、前2千年紀、古バビロニア時代に入るとアッカド語で書かれるようになった。古バビロニア時代（前20世紀-前16世紀）の社会経済の発達と共にバビロニアの数学体系は発達し、西暦紀元前後まで2000年余りにわたって存続したが、時代と共に発展を続けていたわけではない。現存するバビロニアの数学文書は大部分が古バビロニア時代のものであり、後期バビロニア時代（前6世紀-前1世紀 アケメネス朝-パルティア時代）の物がそれに次いで少数見つかっている。基本的な計算法と解法は古バビロニア時代に確立されたが、分野によってはその後退化傾向がみられる。従ってバビロニア数学の最盛期は古バビロニア時代であった。
現存する数学文書は計算表と問題集に大別される。計算表は算術処理に必要な多数の数をリストしたものである。例えば掛け算表などがそれにあたる。バビロニアの数学では60進法を採用していたため、10進法の体系における九・九（1×1から9×9までの掛け算）に相当する五九・五九（1×1から59×59の掛け算）が必要であった。しかしこれを暗記するのは困難であったことから、多数の掛け算表が使用されることとなった。また、除算を行うための逆数表も用意された。これはバビロニアの数学においてa÷bを計算する際には、bの逆数を作り、それをaに掛けることで求めていたため、能率的に除算を行うためには逆数表が必要であったことによる。掛け算表と逆数表は出土例が多く、計算に使用される基本的な道具であったと見られる。このような計算表には他に、平方根、立方根、定数、特定の数字の累乗と指数の表などがあった。
現代において数学の教科書は定義とそれについての説明、公式や定理の証明、例題と練習問題などからなっているが、バビロニアの数学文書ではこのうち例題と練習問題に相当する部分のみが現存している。学習に必要な説明は口頭で行われたと見られるが、その内容は現在では不明である。この問題集には、二次方程式、三次方程式、数列、円や四角、三角の面積を求めるような初歩的な幾何学などの分野が含まれる。
バビロニア人は明らかに三平方の定理や円周率を知っていた。ただし円周率はほとんどの場合3で計算された。これは精密な計算が不可能であったわけではなく、バビロニアの数学における実用重視の側面の現れであったと思われる。バビロニア人の数学的関心は厳密な円周率の近似値を求めることではなく、円周や円の面積をどのように効率的に計算するかにあった。
近現代の研究者は一般に、バビロニアでは幾何学分野に関する述語は未発達で整理されておらず、現代における角度や相似を意味する述語は知られていないとしている。そして角度の概念の欠如の結果として幾何学分野の発達は貧弱であり、三角法や円錐形、角錐形、球形の幾何学は欠如していたと評してきた。このことはユークリッドに代表される高度な幾何学を発達させたギリシア数学としばしば対比され、現代から見た場合、バビロニア数学の水準は最後まで初歩的なレベルにとどまったとする評価がある。
ただし、バビロニア数学を研究する室井和夫は問題文の内容から見てバビロニアには相似の概念はあったとしており、さらに事実としてバビロニア人たちは円に内接する多角形を正確に作図し、直角三角形の3辺の長さを計算し、建造物を建てる際に必要な水平・直角・垂直をきちんと判断し設計できていた。室井和夫のその後の研究でバビロニアでは明確に角度が理解され、計算にも使われていたことが明らかとなっている。室井和夫はバビロニアの書記たちの学術的水準について次のように述べている。「もしバビロニア人の書記たちが我々の数学を学んだとしたら、これを良く消化吸収し、現代人の平均的水準を超える学力を身に付けたであろう。何千年も前に、数の世界の合理性に気付き、その研究を進めていた名も知れぬ書記たちが、バビロニアにはいたのである。彼らこそ最初の数学者であり、合理的精神の持ち主であった。」

### 天文学と占星術

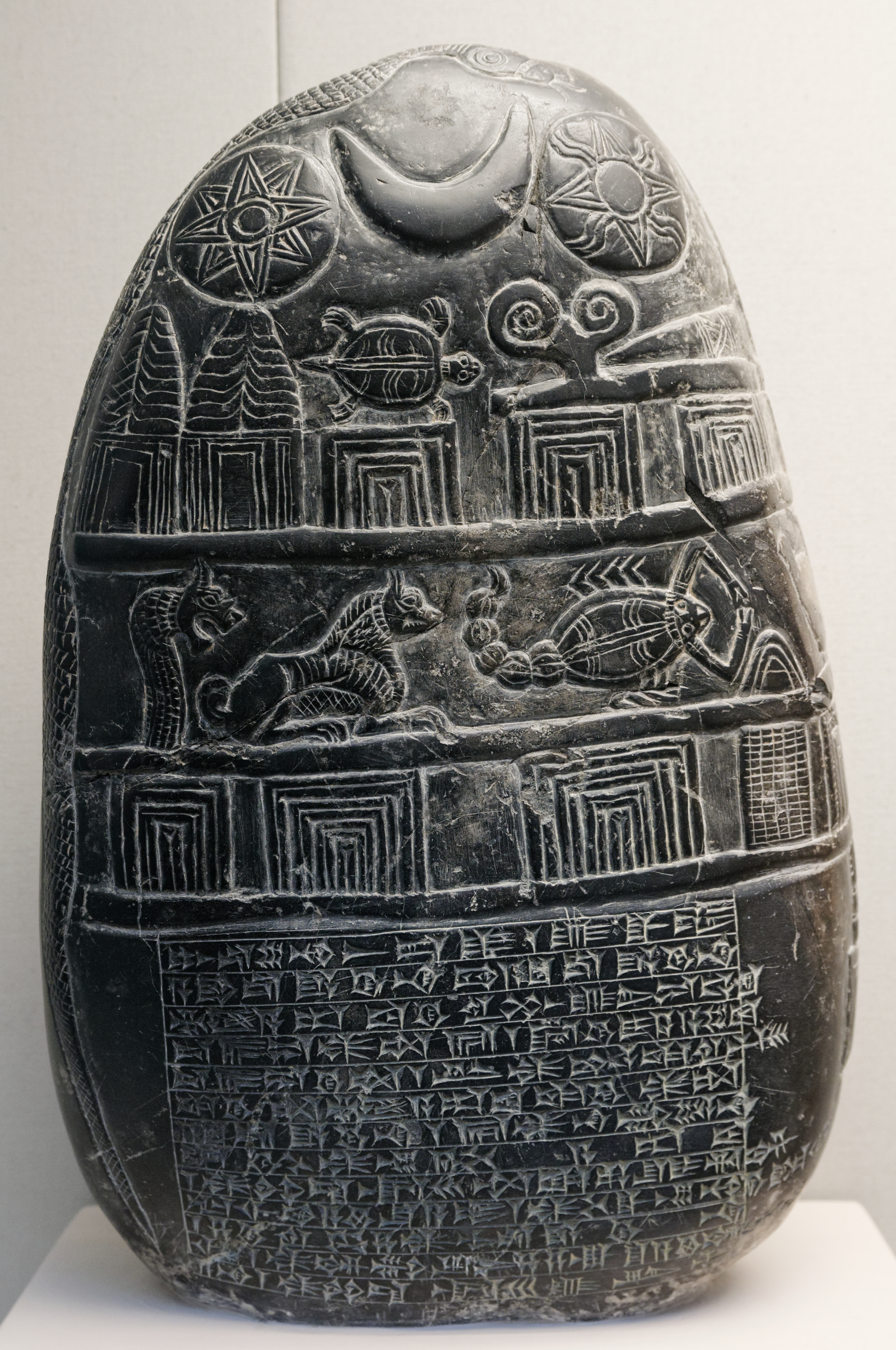
エアンナ・シュム・イディナの境界石（クドゥル）。中央右側のサソリの絵はさそり座の図像と同形である。

バビロニアを含むメソポタミアの天文学は占星術との密接な関係の中で発展した。今日とは異なり、天文観測の主要な目的は占いを通じて未来を予知するための情報を収集することにあった。規則的な天空の動きの中に現れる変化、例えば惑星の動きや彗星の出現、日食や月食を通じて人間の運命の転変を知る事ができると考えられた。バビロニアの天文観測の水準は高く、その記録は曖昧さを含むものの、編年情報の確立に大きな役割を果たしている。
古い時代のバビロニア天文学の水準についての情報は完全ではない。組織的な天体観測に関わる最初期の文書は前1700年頃の古バビロニア時代に現れる。しかし星名や星座名を記録した初期の文書はあまり発見されておらず、現在知られている知識は、占星術的な予兆についての情報の編纂が全盛を極めた前1千年紀になってからの情報が中心である。
バビロニア・アッシリアの天文学について重要な情報を残しているのはムル・アピンと呼ばれる二つのグループ（I, II）に分類される恒星リストである。ムル・アピンの現存する最古の写本は前687年にアッシリアで作られたものであり、またアケメネス朝時代（前500年頃）のバビロンで造られた大英博物館 No. 86378がその代表例とされる。これにはバビロニア天文学の基礎をなす天界の3区分に従った星と星座のリスト、主要な星や星座が日の出時に出現する日のリストなどが記載されている。天界の3区分とは、北極星の周囲を回転する星々の領域を「エンリルの道」。天空の最も高く東西に広がる領域を「アヌの道」。そして南側の、星々が長時間地平線の下（アプスー、深淵）にある領域を「エアの道」という3つの「道」に天を分けるものである。
ムル・アピンの記録には、太陽、木星、金星、火星、水星、土星のような「月と同じ道を旅をし」常に場所を変える6つの星や、季節ごとの太陽の軌道などが言及されており、これらが恒星の位置と共に観測されていたことがわかる。
また、バビロニア人は複数の星を黄道十二宮を始めとした星座として分類した。バビロニア時代の星座は現代の星座と完全に同一ではないが、明らかに現代の星座の原型となっている。人間の上半身とウマの下半身を持ち、鳥の翼とサソリの尾、さらに後頭部にイヌの頭を持って弓を構えるパピルサグ（Pabilsag）はいて座の原型であり、ヤギの上半身と魚の下半身を持ったスクル・マシュ（suḫurmašu ヤギ魚）はやぎ座の原型であると見られる。
占星術においてはこうした天体の運行と変化が未来の出来事を指し示すと考えられ、「（天で）Xが起こったならば、Yとなるであろう」と言う形式で様々なことが占われた。実例としては以下のようなものとなる。
「月が第一日（太陰月の）に現れれば、静けさあり、国土は安定。計算上、昼が長ければ、在位は長いであろう。月が満ちれば王は卓越するであろう。イシュタル・ジュマ・イリシュより。」
「木星（サグミガル）が日没の位置に進むならば、住まいには安泰、国土には平和が来るであろう（それはアルルル の前に現れた）。木星が天蠍宮（さそり座）の領域に入り、輝きを増してニビル星（「渡し場の星」の意。木星の別名）となったならばアッカドは国力充実し、アッカドの王は強力となるであろう。」

「タンムーズ月に火星が見えるならば、戦士たちの寝台は広がる（病死者が増える？）。水星が北に位置するならば、死者があり、アッカド王の敵国への侵入があるだろう。火星が双子宮（ふたご座）に接近するならば、ある王が死に、敵対関係が生ずるだろう。」
バビロニアでは様々な占いが行われていたが占星術は主として王家や国家などについて吉凶を判断するために行われる公的なものであった。占星術で最も頻繁に言及される天体は月であり、大半を占めている。バビロニアの占星術はギリシア人やヘブライ人たちのそれにも影響を与えた。バビロニアの天文学者ベロッソスは小アジアのコス島でその教えを伝えたとローマ人のウィトルウィウスはその著書の中に記録している。ギリシア人・ローマ人を通じて、バビロニアの天文学・占星術は西洋の知的伝統の一部に取り込まれて行った。また、『旧約聖書』の中にもバビロニアの天文学の系譜を引くと考えられる記述があり、ヘブライの預言者たちはバビロニアの占星術師の言葉に惑わされないよう警告を発している。

### 建築
バビロニアにおける建材はその最初期から粘土から作られた泥レンガを主体とするものであった。バビロニアの沖積平野には建材に適した石は少なく、木材も事実上皆無であり、遠隔地から輸入されるこれらの資材は貴重であった。最南部では葦の小屋が一般的に見られたが、歴史を通じて粘土がバビロニアの主要な建材であり続けた。

#### 神殿建築
多くの地域と同じようにバビロニアの古い建築を代表するものは宗教建築である。バビロニアの宗教建築はシュメール時代、更にそれ以前まで遡る古い宗教建築の系譜に連なるものである。前5000年頃のエリドゥの神殿には後世のバビロニアの建築にも伝わる二つの特徴が既に備わっていた。その特徴とは神像を据える壁の壁龕（ニッチ）とそこまで続く参道であり、もう1つは祭壇（供物台）である。シュメール時代からバビロニア時代にかけて神殿は大型化したが、これを泥レンガで建造するためには屋根を支える構造が必要であった。そのためにバビロニアの建築家たちは梁を支えるために建物の外部に張り出した扶壁（バットレス）を発達させた。これは後に純装飾的な要素となったが、このような構造を元来必要とするような大型の建造物は神殿に限られていたため、ヘレニズム時代に至るまで扶壁の存在は宗教建築と世俗的建築を区別する特色となっていた。バビロニアを含むメソポタミアの神殿建築のもう一つの特徴は既に述べたアッカド語でジックッラトゥ（Ziqqurratu、慣習的にはジッグラト）と呼ばれる階段状の塔である。古い時代には泥レンガで築いた檀上に建立されていた神殿がその原型となり、時代と共により高く発達していった。一般的には30メートル程の高さであったが、最大の規模を誇ったバビロンのジッグラトは90メートルの高さを誇ったという。バビロニアの神殿の第一義は何よりも神のためのものであり、礼拝する人間のためのものではなかったため、こうした高所の神殿は平地のそれに比べて小型であったが、基本的な構成は同じであった。こうした大型の神殿の外装には焼成レンガが使われることもあった。上薬を塗った装飾用レンガは前2千年紀に登場する。
神殿のプランには様々なバリエーションが存在し、古い時代には一時的に卵型のプランの神殿が建設されることもあったが、基本的にはバビロニアの神殿の平面プランは矩形である。神殿は四方が解放され、儀式はその周囲の平野で行われていた。次第に神殿が建物に取り巻かれるようになると、入口は1つだけとなり儀式の空間は入口正面の不定形の広場となった。こうした儀式の場は周囲から壁で分離されるようになり、こうした中庭は神殿の不可欠な一部となった。聖堂は「奥の院」となったが、この内部は柱と隔壁で分離され、神像と一般人は隔離されるようになっていった。このため祭壇は聖堂の外部、または中庭に配置されるようになった。

#### 住宅建築
紀元前7千年紀にはアラビア語でタウフ、あるいはビゼと呼ばれる突き固められた粘土で作られた長方形の住居がバビロニアにおける一般的な形態であった。この住居は通常2つか3つの部屋でできており、1家族が居住していたと見られる。前5千年紀初頭の日干し煉瓦によって建設された農家が発見されているが、このような農家の基本的な建築は20世紀頃まで大きく変わらず継続したように思われる。住居は中央主室を取り巻くように作られ、後には中庭を取り囲むように建設された。古くは傾斜屋根がかけられていたが、その後平屋根が一般的となり、中庭にも屋根がかけられる場合もあった。主室は日陰に建設され、酷暑に対応し部屋の温度上昇を避けるために窓を作らないのが一般的であった。南部の湿地帯の周囲では葦を泥で固めて作る住居も広く建設された。
王宮は通常の住居を大型化し、一般住居には存在しないいくつかの施設を追加したものであった。バビロニアの建築様式は強い継続性を示し、古バビロニア時代から新バビロニア時代まで、王宮もまた中庭を取り巻く一連の部屋によって構成された。社会が複雑化し、王が大きな力を持つにつれて王宮には事務所や大広間が加えられていき、また城塞としての役割も担って防壁で囲まれるようになった。特に大型の宮殿の残存例としては、シリア地方の遺跡ではあるが、マリの王ジムリ・リムの宮殿や、バビロンの王ネブカドネザル2世の宮殿が発見されている。

## 経済
メソポタミアは鉱物資源、木材など原料となる各種資源に乏しく、これらを手に入れるために古くから周辺諸地域との交易が盛んであった。既に前21世紀頃のウル第三王朝時代までにその交易網は中間的業者を挟みつつ東はインダス川流域から西はエーゲ海、エジプトまで。北はアルメニアの高原地帯にまで達していた。手工業も独立した細かい部門に分かれて確立されており、多数の専門職が存在した。更に徴税を管理するための高度な財政システムも確立されていた。このような多彩な経済活動についての記録は、時代ごと、分野ごとに史料の残存状態に著しい差があり、通時的な叙述は困難である。
ウル第三王朝時代の経済活動については詳細な記録が残されているが、内容的には徴税や財政、土地管理など公的部門に著しく偏っている。私的経済についての情報は相続などの裁判記録や王室によって没収された個人資産の点検リストなどがあるにすぎず、個人の私生活についての情報はほとんど存在しない。ウル第三王朝ではニップル市近郊にプズリシュ・ダガンと呼ばれる、周辺国から徴収された家畜群を登記し一時収容する施設が建設された。そして度量衡の統一や大規模な検地が行われ、王朝が主導して耕作地の開発や運河の掘削が実施されていたことが各種の記録から判明している。また、この時代の遠隔地交易について、ドイツの学者ホルスト・クレンゲルは、ほとんど支配者の独占であり商人は事実上王の官吏として振る舞っていたとしている。
ウル第三王朝の行政機構が機能を停止し古バビロニア時代に入ると、イシンやラルサなどの後継国家はウル第3王朝と同じやり方で経済運営を行おうと試みたが上手くいかなかった。この時代に入ると私的経済が強力に台頭した。ラルサの支配下にあった頃のウルの商人たちはバーレーンなどペルシア湾岸地方（ディルムン）と交易を行い、羊毛やコムギ、ゴマなどを輸出し、銅、ラピスラズリ、紅玉髄、魚の目（真珠と考えられる）、象牙、珊瑚、各種木工品を輸入していた。これらの業者は利益の一部を宮廷ではなく神殿に納入しており、このことは彼らが特定の王室に仕えるのではない私的な業者であったことを示すと思われる。さらにメソポタミアでは貴重な木材や石材がシリア地方からもたらされた。貿易の比重は時代とともにペルシア湾岸地方から地中海方面に移っていった。この時代の大商人の商業活動にまつわる記録が複数発見されており、彼らの具体的な商取引の一端を復元することもできる。ハンムラビを始めとした多くの国の王たちが遠隔地の物品を入手するために隊商を派遣し、また交易から税収を挙げるために各地に税関を設けていた。
古バビロニア時代私的経済の発達は金融業を興隆させた。取引の簡便のために一種の小切手のようなものも導入された。また信用取引が発達し、資金の貸付が大規模になされた。このことは商取引を容易にし、円滑な取引を可能としたが、当然のこととして返済不能に陥る債務者も多数出た。一度その状態に陥るとほとんど復帰が不可能であり、このことは様々な社会問題を引き起こしたため、当時の王たちは金利の統制を行い、また繰り返し徳政令を発布して商業を統制しようと試みた。
こうした商業取引の決済手段には銀が重要な役割を果たしていた。当時まだ貨幣は発明されていなかったが、単純に純度と重量によって価値が決定され、少量でも価値が大きい銀は物の価値を量る指標として用いられ、貨幣としての役割を果たしていた。銀は粒銀や延べ棒、装身具の形態で流通していた。銀の重量単位にはアッカド語でシクル（セケル）、シュメール語でギンと呼ばれる単位が使われた。これは「目方を量る」という意味の言葉から来ており、ほぼ8グラムに相当する。その下にウッテトゥ（シュメール語：シェ）という単位があり、原義は「穀粒」である。元来穀粒1粒の重さを表したもので、ほぼ44ミリグラムである。大きな単位にはマヌー（シュメール語：マナ）があり、60シクル（約500グラム）に相当した。最大の単位はビルトゥ（シュメール語：グン）であり、約30キログラムに相当した。
カッシート時代に入ると、エジプトとの交易を通じて大量に流入した金がバビロニアの経済に大きな影響を与えた。前14世紀には一時的に物価の基準として銀ではなく金が用いられるようになった。だが、この「金本位制」はカッシート王朝の衰退と共に消失した。
新バビロニア時代の経済は、王宮文書が出土していないため、主に神殿の行財政文書からの間接的な情報しか得られず、不明点が多い。神殿所有地について言えば、新バビロニア時代からアケメネス朝時代にかけて、神殿はその広大な所領地を徴税請負人に農具・家畜付で貸付け、徴税請負人は更に小作人にそれを貸し出して小作料を徴収し神殿に納めるという形態で経営が行われていた。王領地についても同じく小作契約による経営が行われていたと推定されているが、史料の不足から実態は不明である。
この他、神殿には現代の学者によって「十分の一税」と呼ばれる税収があった。これは新バビロニア時代には王も支払いを行ったが、アケメネス朝時代には廃止されたと見られる。
新バビロニア時代からアケメネス朝時代にかけて、やはり私的経済を担う大商人の活躍が見られる。この中でも多くの史料が残されていることから良く研究され言及されるのがネブカドネザル2世時代にバビロニアの最大の商人となったエギビ家である。彼らはバビロンやボルシッパに複数の邸宅を構え、土地を小作に出したり資金を個人に貸付けて利益を確保し、また王室と結びついて遠隔地交易を行っていた。エギビ家の活動はアケメネス朝時代前半に追跡できなくなるが、アケメネス朝時代にはその政治的統合によって広範囲の交易路の安全が確保されたため彼らのような私的商人の活動は一層目立つようになった。

## 歴代君主
| 王朝                                       | 王名                                                                      | 王名の別表記等  | 在位                                                            | 備考 |
| ------------------------------------------ | ------------------------------------------------------------------------- | --------------- | --------------------------------------------------------------- | ---- |
| イシン第1王朝                              |                                                                           |                 |                                                                 |      |
| イシュビ・エッラ                           | -                                                                         | 前2017 - 前1985 |                                                                 |      |
| シュ・イリシュ                             | -                                                                         | 前1984-前1975   |                                                                 |      |
| イディン・ダガン                           | -                                                                         | 前1974-前1954   |                                                                 |      |
| イシュメ・ダガン                           | -                                                                         | 前1953-前1935   |                                                                 |      |
| リピト・イシュタル                         | -                                                                         | 前1934-前1924   |                                                                 |      |
| ウル・ニヌルタ                             | -                                                                         | 前1923-前1896   |                                                                 |      |
| ブル・シン                                 | -                                                                         | 前1895-前1874   |                                                                 |      |
| リピト・エンリル                           | -                                                                         | 前1873-前1869   |                                                                 |      |
| イルラ・イミッティ                         | -                                                                         | 前1868-前1861   |                                                                 |      |
| エンリル・バーニ                           | -                                                                         | 前1860-前1837   |                                                                 |      |
| ザンビヤ                                   | -                                                                         | 前1836-前1834   |                                                                 |      |
| イテル・ピシャ                             | -                                                                         | 前1833-前1831   |                                                                 |      |
| ウル・ドゥ・クガ                           | -                                                                         | 前1830-前1828   |                                                                 |      |
| シン・マギル                               | -                                                                         | 前1827-前1817   |                                                                 |      |
| ダミク・イリシュ                           | -                                                                         | 前1816-前1794   |                                                                 |      |
| ラルサ                                     |                                                                           |                 |                                                                 |      |
| ナプラヌム                                 | -                                                                         | 前2025-前2005   |                                                                 |      |
| エミスム                                   | -                                                                         | 前2004-前1977   |                                                                 |      |
| サミウム                                   | -                                                                         | 前1976-前1942   |                                                                 |      |
| ザバイア                                   | ザバヤ                                                                    | 前1941-前1933   |                                                                 |      |
| グングヌム                                 | -                                                                         | 前1932-前1906   |                                                                 |      |
| アビサレ                                   | -                                                                         | 前1905-前1895   |                                                                 |      |
| スムエル                                   | -                                                                         | 前1894-前1866   |                                                                 |      |
| ヌル・アダド                               | -                                                                         | 前1865-前1850   |                                                                 |      |
| シン・イディナム                           | -                                                                         | 前1849-前1843   |                                                                 |      |
| シン・エリバム                             | -                                                                         | 前1842-前1841   |                                                                 |      |
| シン・イキシャム                           | -                                                                         | 前1840-前1836   |                                                                 |      |
| シリ・アダド                               | -                                                                         | 前1835-前1835   |                                                                 |      |
| ワラド・シン                               | -                                                                         | 前1834-前1823   |                                                                 |      |
| リム・シン1世                              | -                                                                         | 前1822-前1763   |                                                                 |      |
| バビロン第1王朝                            |                                                                           |                 |                                                                 |      |
| スム・アブム                               | -                                                                         | 前1894-前1881   |                                                                 |      |
| スム・ラ・エル                             | -                                                                         | 前1880-前1845   |                                                                 |      |
| サビウム                                   | -                                                                         | 前1844-前1831   |                                                                 |      |
| アピル・シン                               | -                                                                         | 前1830-前1813   |                                                                 |      |
| シン・ムバリット                           | -                                                                         | 前1812-前1793   |                                                                 |      |
| ハンムラビ                                 | -                                                                         | 前1792-前1750   |                                                                 |      |
| サムス・イルナ                             | -                                                                         | 前1749-前1712   |                                                                 |      |
| アビ・エシュフ                             | -                                                                         | 前1711-前1684   |                                                                 |      |
| アンミ・ディタナ                           | -                                                                         | 前1683-前1647   |                                                                 |      |
| アンミ・サドゥカ                           | アンミ・サドカ アンミ・ツァドゥカ                                         | 前1646-前1626   | 統治第8年が古バビロニアの編年各説の起点となっている。           |      |
| サムス・ディタナ                           | -                                                                         | 前1625-前1595   |                                                                 |      |
| 「海の国」第1王朝 （バビロン第2王朝）      |                                                                           |                 |                                                                 |      |
| イルマ・イルム                             | イルマ『バビロニア王名表A』 イルマ・イルム『バビロニア王名表B』           | 60年間          |                                                                 |      |
| イティ・イリ・ニビ                         | イティリ『バビロニア王名表A』 イティ・イリ・ニビ『バビロニア王名表B』     | 56年間          |                                                                 |      |
| ダミク・イリシュ                           | ダミク・イリ『バビロニア王名表A』 ダミク・イリシュ『バビロニア王名表B』   | 36年間          | バビロン第1王朝の王、アンミ・ディタナと同時代。                 |      |
| イシュキバル                               | イシュキ（『バビロニア王名表A』） 、イシュキバル（『バビロニア王名表B』） | 15年間          |                                                                 |      |
| シュシュシ                                 | -                                                                         | 24年間          |                                                                 |      |
| グルキシャル                               | -                                                                         | 55年間          |                                                                 |      |
| -                                          | mDIŠ-U-EN                                                                 | 12年間          |                                                                 |      |
| ペシュガルダラマシュ                       | -                                                                         | 50年間          |                                                                 |      |
| アドラカランマ                             | -                                                                         | 28年間          |                                                                 |      |
| エクラドゥアンナ                           | -                                                                         | 26年間          |                                                                 |      |
| メラムクルカッラ                           | -                                                                         | 7年間           |                                                                 |      |
| エア・ガムイル                             | -                                                                         | 9年間           |                                                                 |      |
| カッシート王朝 （バビロン第3王朝）         |                                                                           |                 |                                                                 |      |
| ガンダシュ                                 | -                                                                         | ?               |                                                                 |      |
| アグム1世                                  | -                                                                         | ?               |                                                                 |      |
| カシュ・ティリアシュ1世                    | -                                                                         | ?               |                                                                 |      |
| 不明                                       | -                                                                         | ?               |                                                                 |      |
| 不明                                       | -                                                                         | ?               |                                                                 |      |
| ウルジグルマシュ                           | -                                                                         | ?               |                                                                 |      |
| 不明                                       | -                                                                         | ?               |                                                                 |      |
| アグム2世                                  | アグム・カクリメ                                                          | ?               | 実在するならば第8代または第9代と想定される。                    |      |
| 不明                                       | -                                                                         | ?               |                                                                 |      |
| ブルナ・ブリアシュ1世                      | -                                                                         | ?               |                                                                 |      |
| 不明                                       | -                                                                         | ?               |                                                                 |      |
| ウラム・ブリアシュ                         | -                                                                         | ?               | 第11から第14代のいずれかと想定される。                          |      |
| アグム3世                                  | -                                                                         | ?               | 第11から第14代のいずれかと想定される。                          |      |
| 不明                                       | -                                                                         | ?               |                                                                 |      |
| カラ・インダシュ                           | -                                                                         | ?               |                                                                 |      |
| カダシュマン・ハルベ1世                    | -                                                                         | ?               |                                                                 |      |
| クリガルズ1世                              | -                                                                         | ?               |                                                                 |      |
| カダシュマン・エンリル1世                  | -                                                                         | 前1374頃-前1360 |                                                                 |      |
| ブルナ・ブリアシュ2世                      | -                                                                         | 前1359-前1333   |                                                                 |      |
| カラ・ハルダシュ                           | -                                                                         | 前1333-前1333   |                                                                 |      |
| ナジ・ブガシュ                             | -                                                                         | 前1333-前1333   |                                                                 |      |
| クリガルズ2世                              | -                                                                         | 前1332-前1308   |                                                                 |      |
| ナジ・マルッタシュ                         | -                                                                         | 前1307-前1282   |                                                                 |      |
| カダシュマン・トゥルグ                     | -                                                                         | 前1281-前1264   | カダシュマン・エンリル2世と即位順が逆転した文書が存在する。     |      |
| カダシュマン・エンリル2世                  | -                                                                         | 前1263-前1255   | カダシュマン・トゥルグと即位順が逆転した文書が存在する。        |      |
| クドゥル・エンリル                         | -                                                                         | 前1254-前1246   |                                                                 |      |
| シャガラクティ・シュリアシュ               | -                                                                         | 前1245-前1233   |                                                                 |      |
| カシュ・ティリアシュ4世                    | -                                                                         | 前1232-前1225   |                                                                 |      |
| エンリル・ナディン・シュミ                 | -                                                                         | 前1224-前1224   |                                                                 |      |
| カダシュマン・ハルベ2世                    | -                                                                         | 前1223-前1233   |                                                                 |      |
| アダド・シュマ・イディナ                   | -                                                                         | 前1222-前1217   |                                                                 |      |
| アダド・シュマ・ウツル                     | -                                                                         | 前1216-前1187   |                                                                 |      |
| メリ・シフ                                 | メリ・パク                                                                | 前1186-前1172   |                                                                 |      |
| マルドゥク・アプラ・イディナ1世            | メロダク・バルアダン1世                                                   | 前1171-前1159   |                                                                 |      |
| ザババ・シュマ・イディナ                   | -                                                                         | 前1158-前1158   |                                                                 |      |
| エンリル・ナディン・アヒ                   | -                                                                         | 前1157-前1155   |                                                                 |      |
| イシン第2王朝 （バビロン第4王朝）          |                                                                           |                 |                                                                 |      |
| マルドゥク・カビト・アヘシュ               | -                                                                         | 前1157-前1140   |                                                                 |      |
| イティ・マルドゥク・バラトゥ               | -                                                                         | 前1139-前1132   |                                                                 |      |
| ニヌルタ・ナディン・シュミ                 | -                                                                         | 前1131-前1126   |                                                                 |      |
| ナブー・クドゥリ・ウツル1世                | ネブカドネザル1世                                                         | 前1125-前1104   |                                                                 |      |
| エンリル・ナディン・アプリ                 | -                                                                         | 前1103-前1100   |                                                                 |      |
| マルドゥク・ナディン・アヘ                 | -                                                                         | 前1099-前1082   |                                                                 |      |
| マルドゥク・シャピク・ゼリ                 | -                                                                         | 前1081-前1069   |                                                                 |      |
| アダド・アプラ・イディナ                   | -                                                                         | 前1068-前1047   |                                                                 |      |
| マルドゥク・アヘ・エリバ                   | -                                                                         | 前1046-前1046   |                                                                 |      |
| マルドゥク・ゼリ・X                        | -                                                                         | 前1045-前1034   | 名前の末尾は不明                                                |      |
| ナブー・シュム・リブル                     | -                                                                         | 前1033-前1026   |                                                                 |      |
| 「海の国」第2王朝 （バビロン第5王朝）      |                                                                           |                 |                                                                 |      |
| シンバル・シパク                           | シンマシュシフ                                                            | 前1024-前1007   |                                                                 |      |
| エア・ムキン・ゼリ                         | エア・ムキン・シュミ                                                      | 前1007-前1007   |                                                                 |      |
| カシュシュ・ナディン・アヒ                 | -                                                                         | 前1006-前1004   |                                                                 |      |
| バズ王朝 （バビロン第6王朝）               |                                                                           |                 |                                                                 |      |
| エウルマ・シャキン・シュミ                 | -                                                                         | 前1003-前987    |                                                                 |      |
| ニヌルタ・クドゥル・ウツル1世              | -                                                                         | 前986-前984     |                                                                 |      |
| シリクティ・シュカムナ                     | -                                                                         | 前984-前984     |                                                                 |      |
| エラム王朝 （バビロン第7王朝）             |                                                                           |                 |                                                                 |      |
| マル・ビティ・アプラ・ウツル               | -                                                                         | 前983-前978     |                                                                 |      |
| E王朝 （バビロン第8王朝）                  |                                                                           |                 |                                                                 |      |
| ナブー・ムキン・アプリ                     | -                                                                         | 前978-前943     |                                                                 |      |
| ニヌルタ・クドゥリ・ウツル2世              | -                                                                         | 前943-前943     |                                                                 |      |
| マル・ビティ・アヘ・イディナ               | -                                                                         | ?               |                                                                 |      |
| シャマシュ・ムダミク                       | -                                                                         | ?               |                                                                 |      |
| ナブー・シュマ・ウキン1世                  | -                                                                         | ?               |                                                                 |      |
| ナブー・アプラ・イディナ                   | -                                                                         | ?               |                                                                 |      |
| マルドゥク・ザキル・シュミ1世              | -                                                                         | ?               |                                                                 |      |
| マルドゥク・バラッス・イクビ               | -                                                                         | 前?-前813       |                                                                 |      |
| ババ・アハ・イディナ                       | -                                                                         | 前812-前?       |                                                                 |      |
| 空位時代                                   | -                                                                         | ?               |                                                                 |      |
| ニヌルタ・アプラ・X                        | -                                                                         | ?               | ニヌルタ以降の名称は不明。 「アプラ」部は英語版の記事名に依る。 |      |
| マルドゥク・ベル・ゼリ                     | -                                                                         | ?               |                                                                 |      |
| マルドゥク・アプラ・ウツル                 | -                                                                         | ?               |                                                                 |      |
| エリバ・マルドゥク                         | -                                                                         | ?               |                                                                 |      |
| ナブー・シュマ・イシュクン                 | -                                                                         | 前760頃-前748   |                                                                 |      |
| ナブー・ナツィル                           | ナボナッサル                                                              | 前747-前734     |                                                                 |      |
| ナブー・ナディン・ゼリ                     | -                                                                         | 前733-前732     |                                                                 |      |
| ナブー・シュマ・ウキン2世                  | -                                                                         | 前732-前732     |                                                                 |      |
| バビロン第9/10王朝                         |                                                                           |                 |                                                                 |      |
| ナブー・ムキン・ゼリ                       | -                                                                         | 前731-前729     |                                                                 |      |
| トゥクルティ・アピル・エシャラ3世          | ティグラト・ピレセル3世 プル                                              | 前728-前727     | アッシリア王                                                    |      |
| シャルマヌ・アシャレド5世                  | シャルマネセル5世 ウルラユ                                                | 前726-前722     | アッシリア王                                                    |      |
| マルドゥク・アプラ・イディナ2世            | メロダク・バルアダン2世                                                   | 前721-前710     |                                                                 |      |
| シャル・キン2世                            | サルゴン2世                                                               | 前709-前705     | アッシリア王                                                    |      |
| シン・アヘ・エリバ                         | センナケリブ                                                              | 前704-前703     | アッシリア王                                                    |      |
| マルドゥク・ザキル・シュミ2世              | -                                                                         | 前703-前703     |                                                                 |      |
| マルドゥク・アプラ・イディナ2世            | メロダク・バルアダン2世                                                   | 前703-前703     | 復辟                                                            |      |
| ベル・イブニ                               | -                                                                         | 前702-前700     |                                                                 |      |
| アッシュル・ナディン・シュミ               | -                                                                         | 前699-前694     | アッシリア王子                                                  |      |
| ネルガル・ウシェズィブ                     | -                                                                         | 前693-前693     |                                                                 |      |
| ムシェズィプ・マルドゥク                   | -                                                                         | 前692-前689     |                                                                 |      |
| シン・アヘ・エリバ                         | センナケリブ                                                              | 前688-前681     | アッシリア王、復辟                                              |      |
| アッシュル・アハ・イディナ                 | エサルハドン                                                              | 前680-前669     | アッシリア王                                                    |      |
| アッシュル・バニ・アプリ                   | アッシュルバニパル                                                        | 前668-前668     | アッシリア王                                                    |      |
| シャマシュ・シュム・ウキン                 | -                                                                         | 前667-前648     | アッシュルバニパルの兄弟                                        |      |
| カンダラヌ                                 | -                                                                         | 前647-前627     |                                                                 |      |
| 新バビロニア （カルデア/バビロン第11王朝） |                                                                           |                 |                                                                 |      |
| ナブー・アパル・ウツル                     | ナボポラッサル                                                            | 前625-前605     |                                                                 |      |
| ナブー・クドゥリ・ウツル2世                | ネブカドネザル2世                                                         | 前604-前562     |                                                                 |      |
| アメル・マルドゥク                         | エビル・メロダク                                                          | 前561-前560     |                                                                 |      |
| ネルガル・シャレゼル                       | ネリグリッサル                                                            | 前559-前556     |                                                                 |      |
| ラバシ・マルドゥク                         | -                                                                         | 前556-前556     |                                                                 |      |
| ナブー・ナイド                             | ナボニドゥス                                                              | 前555-前539     |                                                                 |      |